# ヴァルナ (ブルガリア)

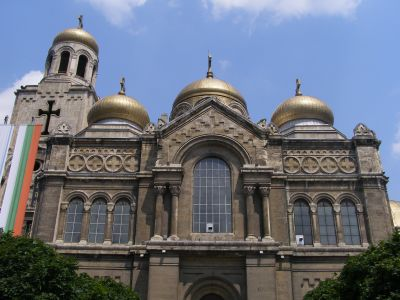
ブルガリア正教会の生神女就寝大聖堂

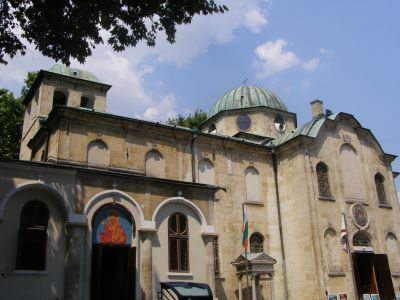
聖ニコラウス船員教会

ヴァルナ（ブルガリア語: Варна, 発音 [ˈvarnɐ]）は、ブルガリア北東部、黒海に面した港湾都市である。ヴァルナ州の州都であり、北ブルガリア地域では最大の都市である。古代にはオデッソス（古代ギリシア語: Ὀδησσός）と呼ばれた。ブルガリアの「海の首都」と称される保養地、海運の拠点であり、約3000年にわたって主要な経済、社会、文化の中心地として発展してきた。
ヴァルナ・ネクロポリスでは、ヴァルナ文化に属する世界最古の黄金の宝物が発見されており、その起源は紀元前4600年から4200年に遡る。1974年の発見以来、294の埋葬地が見つかり、その中には3000点以上の黄金製品が含まれている。

## 地理・交通
ヴァルナの市域面積は154 km2 (59 sq mi)、基礎自治体の面積は238 km2 (92 sq mi)である。この地域は北側の高原（海抜356m）から南のアヴレン台地まで広がり、ヴァルナ湾に沿った黒海、そして細長いヴァルナ湖や湾と湖をつなぐ二つの人工運河、アスパルホフ橋が位置している。中心部はコナベーションが沿岸に沿って北に20 km (12 mi)、南に10 km (6 mi)にわたり広がっている。南側は住宅地や保養地が多く、湖に沿った西側25 km (16 mi)には交通や産業用の施設が集中している。古代以来、都市の周辺はブドウ畑や果樹園、森林に囲まれている。商船施設は湖の内側や運河に再配置され、湾内は保養地となり、多くがウォーターフロントの緑地である。
市街地には20 km (12 mi)を超える砂浜と豊富な温泉（35-55℃）があり、海の影響で穏やかな気候が保たれている。秋は地中海に似た気候で暖かく、夏は涼しい風と規則的な降水が特徴である。ヴァルナの降水量はブルガリア平均の三分の二であるが、豊富な地下水により丘陵地は夏の間も緑豊かである。ヴァルナは北や北東の風が湾の丘陵により遮られるが、1月や2月には風雪で寒くなることがある。黒海の海水は1989年以降、化学肥料の使用量減少によりきれいになっている。
ヴァルナから首都ソフィアは北東に470km、近隣の大きな都市ドブリチは北に45km、シュメンは西に80km、ブルガスは南西に125kmそれぞれ離れている。ヴァルナへは空路ではヴァルナ空港、海路ではヴァルナ港にクルージングターミナルがあり、鉄道ではヴァルナ駅からブルガリア各地へ列車が運行されている。ヴァルナを通る幹線道路には欧州自動車道路のE70号線がありブカレストへ、E87号線がありイスタンブールやコンスタンツァへ、そして高速道路のA-2ヘムス高速道路があり首都ソフィアへ、A-5黒海高速道路がありブルガスへと通じている。多くの長距離バス路線もヴァルナから運行され、ブルガリアの主要都市や近隣国とを結んでおり、市内には2つのバスターミナルがある。フェリーはウクライナのオデッサやロシア、ジョージアのポティ、バトゥミなどと結ばれている。
公共交通機関は広範囲をカバーし、料金も手頃である。80を超えるローカルや急行バス、トロリーバス、決まったルートを走るミニバスの路線が設定されている。多くのタクシーも市内で営業している。2007年には多くのダブルデッカーバスが購入された。2008年夏の市長の公約では、市内全てのバスをエアコン付きとし、更にメタンガスを燃料とするとしている。

### 気候
ヴァルナの気候は温暖湿潤気候（ケッペンの気候区分では Cfa）で、かなりの海洋性気候と湿潤大陸性気候の影響を受ける。冬は冷たく時折寒くなるが内陸部よりは温暖である。夏は5月半ばに始まり、10月初旬や中旬まで続く。夏の気温は通常夜間は20-25℃、昼間は27-35℃の範囲であり、6月から8月に気温が40℃を超えることは稀である。黒海沿岸は他のブルガリアの地域に比べ風の影響で過ごしやすい。海水温は夏の間は通常22-27℃の範囲だが、2010年には海水温が32℃に達した記録がある。冬は夜間の気温が0℃前後に下がり、昼間は10℃程度である。時折、0℃以下になることもある。降雪は12月から2月にかけて見られる場合があり、3月には稀である。降雪は稀であり、降っても直に解ける。最高気温の記録は41.4℃、最低気温の記録は1929年2月10日に記録された。ヴァルナの1日の最高降水量は1951年8月21日に記録され、強烈なスコールで数時間で292mmの降雨があった。ヴァルナの北10kmに位置する近郊のサナトリウムでは342mmの降雨を記録している。最近では2011年10月17日-18日に169.2mmの降水量を記録している。
| ヴァルナの気候                               | ヴァルナの気候 | ヴァルナの気候 | ヴァルナの気候 | ヴァルナの気候 | ヴァルナの気候 | ヴァルナの気候 | ヴァルナの気候 | ヴァルナの気候 | ヴァルナの気候 | ヴァルナの気候 | ヴァルナの気候 | ヴァルナの気候 | ヴァルナの気候 |
| 月                                           | 1月            | 2月            | 3月            | 4月            | 5月            | 6月            | 7月            | 8月            | 9月            | 10月           | 11月           | 12月           | 年             |
| -------------------------------------------- | -------------- | -------------- | -------------- | -------------- | -------------- | -------------- | -------------- | -------------- | -------------- | -------------- | -------------- | -------------- | -------------- |
| 最高気温記録 °C （°F）                       | 22.8 (73)      | 23.0 (73.4)    | 29.5 (85.1)    | 29.2 (84.6)    | 34.3 (93.7)    | 40.8 (105.4)   | 41.4 (106.5)   | 40.7 (105.3)   | 37.2 (99)      | 33.4 (92.1)    | 26.8 (80.2)    | 26.5 (79.7)    | 41.4 (106.5)   |
| 平均最高気温 °C （°F）                       | 5.5 (41.9)     | 6.5 (43.7)     | 9.6 (49.3)     | 14.8 (58.6)    | 20.1 (68.2)    | 24.8 (76.6)    | 27.1 (80.8)    | 27.3 (81.1)    | 23.8 (74.8)    | 18.4 (65.1)    | 13.1 (55.6)    | 8.1 (46.6)     | 16.59 (61.86)  |
| 日平均気温 °C （°F）                         | 2.5 (36.5)     | 2.8 (37)       | 6.0 (42.8)     | 10.4 (50.7)    | 15.9 (60.6)    | 20.3 (68.5)    | 22.4 (72.3)    | 22.4 (72.3)    | 18.6 (65.5)    | 13.7 (56.7)    | 8.3 (46.9)     | 4.1 (39.4)     | 12.28 (54.1)   |
| 平均最低気温 °C （°F）                       | −1.1 (30)      | 0.0 (32)       | 2.4 (36.3)     | 7.1 (44.8)     | 11.8 (53.2)    | 15.7 (60.3)    | 17.8 (64)      | 17.6 (63.7)    | 14.4 (57.9)    | 9.8 (49.6)     | 5.5 (41.9)     | 1.6 (34.9)     | 8.55 (47.38)   |
| 最低気温記録 °C （°F）                       | −19 (−2)       | −24.2 (−11.6)  | −8.3 (17.1)    | −1.6 (29.1)    | 3.5 (38.3)     | 7.2 (45)       | 10.9 (51.6)    | 10.8 (51.4)    | 4.4 (39.9)     | −3.6 (25.5)    | −9.2 (15.4)    | −12.8 (9)      | −24.2 (−11.6)  |
| 降水量 mm （inch）                           | 38 (1.5)       | 41 (1.61)      | 34 (1.34)      | 44 (1.73)      | 40 (1.57)      | 46 (1.81)      | 37 (1.46)      | 32 (1.26)      | 31 (1.22)      | 36 (1.42)      | 50 (1.97)      | 45 (1.77)      | 474 (18.66)    |
| 平均降水日数                                 | 9              | 9              | 8              | 10             | 9              | 9              | 7              | 5              | 6              | 7              | 8              | 9              | 96             |
| 平均月間日照時間                             | 83.7           | 87.6           | 120.9          | 159.0          | 220.1          | 240.0          | 282.1          | 279.0          | 219.0          | 164.3          | 105.0          | 71.3           | 2,032          |
| 出典：World Meteorological Organisation (UN) |                |                |                |                |                |                |                |                |                |                |                |                |                |

## 歴史

### 先史時代
先史時代の集落である銅器時代のヴァルナ・ネクロポリス（放射性炭素年代測定で紀元前5,000年半ばに遡る。）は世界の先史時代の考古学上の鍵となる遺跡で古ヨーロッパやヴァルナ文化のエポニムであり、現代の都市域では世界的に最古で最大の金の工芸品が発見されている。広い地域では1900年以前は淡水湖であったヴァルナ湖と隣接したカルスト地形の泉や洞窟では30を超える先史時代の集落が発見され、中期旧石器時代か10万年以上前の最初期の遺品が発見されている。

### 古代とブルガリア人の征服

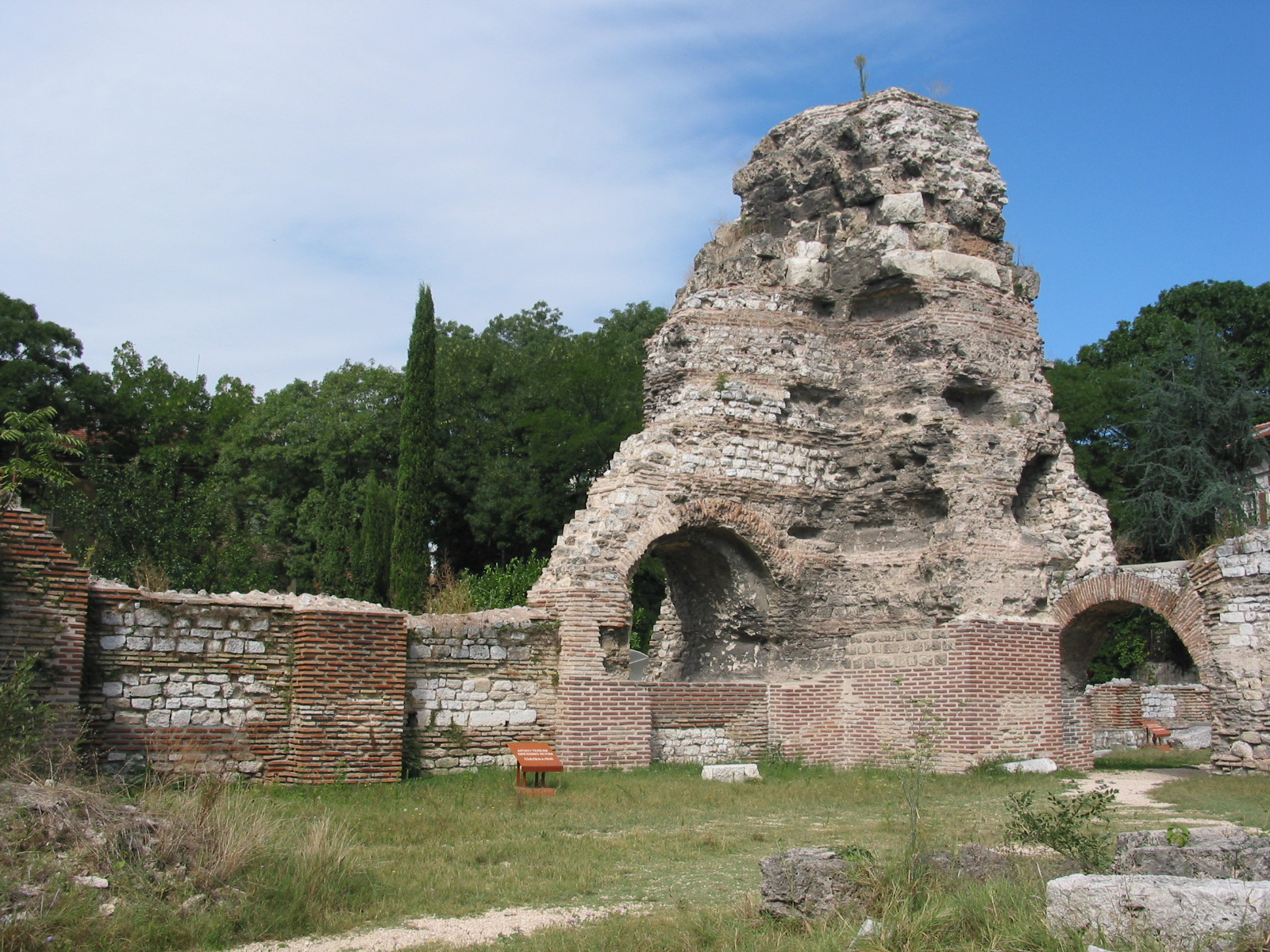
オデソスに残る古代ローマの遺跡

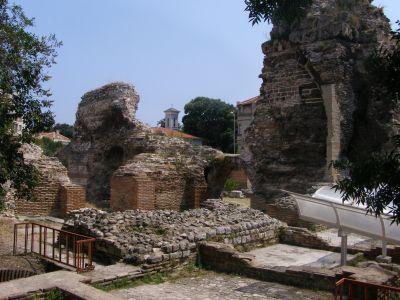
テルマエ西側のアポディテリウム。背後は聖アサナシウス教会の鐘楼

古代のトラキアには紀元前1,000年にはトラキア人が居住していた。ミレトスの人々によりオデソスに交易地点であるアポイキアapoikiaが紀元前7世紀の終わり頃に設立されたか、古代ギリシャの地理書Pseudo-Scymnus (en) によれば当時アステュアゲス（紀元前572-570年頃と言われている。）で初期のトラキア人の居住地であった。オデソスの名称はおそらくギリシャ以前のアナトリア語派のカリア語がもとであるとされる。ポントスのペンタポリスのメンバーであったオデソスには様々なコミュニティがありイオニア人と後背地のトラキア人（ゲタイ、クロビゾイ、テリジ）との接触の場であった。
トラキア人の土地の近くの発掘では紀元前7世紀から4世紀にかけて絶え間なく居住しており、植民と商業が密接していた。ギリシャ文字がトラキア語に少なくとも紀元前5世紀から使われている。
紀元前425年、オデソスはデロス同盟の評価に含まれていた。紀元前339年のピリッポス2世の包囲は成功しなかったが、紀元前335年アレクサンドロス3世に降伏しその後、ディアドコイであるリュシマコスにより支配された。紀元前313年には他のポントスやゲタイの都市の一部が連合し反乱を起こしている。ローマ都市としてのオデソスは最初、海岸県Praefectura orae maritimaeに含まれていたが15年にモエシア（後のモエシア・インフェリオル）に併合され、今日のヴァルナ中心部には47ヘクタールを占めた公共浴場のテルマエがあり2世紀後半に建築され、今日ではブルガリアに残る最大のローマのもので建物は幅 100 m (328.08 ft) 、長さ 70 m (229.66 ft) 、高さ25 m (82.02 ft)でヨーロッパでも4番目に大きなローマ風呂として知られている。3世紀頃には大きな陸上競技会が5年ごとに開かれていた。
オデソスは初期の初代教会の中心で、10カ所の初期のバシリカの跡がそれを物語っており、単性説修道院や七十門徒、アンプリアト、アンデレの門弟が表れて主教が務めていた。
6世紀、帝国の文書では「聖なる都市」sacratissima civitasと呼ばれていた。442年、テオドシウス2世とアッティラとの間で和平協定がオデソスで結ばれた。513年ウィタリアヌス (Vitalian (general)) の反乱の中心となった。536年ユスティニアヌス1世は独特の行政区画で quaestor Justinianus などが治めるQuaestura exercitus (en) の中心を設け下モエシアやスキュティア、カリア、エーゲ海諸島、キプロスが含まれていた。後にオデソスの外に軍の野営地に他のローマ人上級司令官の中心が置かれた。イレチャク・ラインまたはラテンとギリシャを分けるおおよその言語的な境界線がオデソスからアドリア海にかけて当時走っていた。
テオファネス (証聖者)に最初のヴァルナの言及があり6-7世紀にかけスラヴ人によるバルカン半島の征服により知られるようになった。この名称はおそらくもっと古く、インド・ヨーロッパ祖語語根の水を意味するwe-r-  やスラヴ祖語がルーツである黒を意味する varn 、イラン語群で野営地や要塞を意味する bar やvarからもたらされている可能性もある。
テオフォーヌによれば680年に第一次ブルガリア帝国の建国者であるアスパルフはドナウデルタ近くでコンスタンティノス4世の一軍団を敗北させた後、追跡し続けヴァルナと称するオデソス近くに達しった。おそらく、最初にヴァルナの新しい名称が使われたのは近隣の川や湖、ローマ人の野営地や島などで街の名称として使われたのは後のことである。10世紀後半、ヴァルナの名称はしっかりと確立したがブルガリア人から970年代にビザンティンに支配が戻った時も古代のオデソスを使うよりもヴァルナの名称が使われた。681年のビザンティン帝国との和平条約により新しいブルガリアの国が建国され一時的にドナウ以南のブルガリアの最初の首都とされた。ことによると、古代の都市はヴァルナ湖の北岸近くユスティニアヌス1世によりテオドリアス（Θεοδωριάς/Theodorias）と名付けられた場所で、70km西のプリスカへ移動する以前に置かれた。
要塞化されたアスパルクはヴァルナ川低地のおそらくビザンティンの上陸を阻止する為のもので、アスパルホヴォの壁（Asparuhov val）は今でも残されている。多くの7世紀のブルガール人の集落が市内やさらに西側で発見されており、ヴァルナ湖の北岸にはすべての地域でもっとも多くのブルガール人が密集して住んでいた。アスパルクは重要なローマの軍の野営地(campus tribunalis)でユスティニアヌス1世によりオデソスの外に設けられ下モエシアやスキュティアを治める中心であったと考えられる。

### 中世
中世の間、ビザンティンとブルガリアとの間で支配が幾度となく変わった。9世紀後半から10世紀前半にかけてのヴァルナはボリス1世により与えられた修道院のプレスラフ文学校の重要な写字室が置かれていた。写字室はキュリロスとメトディオスのある弟子の教えの下、ブルガリア人の学者がキリル文字を発達させるのに鍵となる役割を演じたかもしれない。考古学者のカレル・シュコルピルはボリス1世がそこに埋葬されていることを示唆している。ギリシャのトラキア人やローマ人、同様に東のアルメニアやシリア、ペルシャの特徴で合わさった文化によりユスティニアヌス1世統治下のオデソス周辺は発達し、それらの文化は第一次ブルガリア帝国のプリスカ・プレスラフ文化に影響を与えた可能性があり表面上は建築や人工的な装飾芸術で、ことによるとキリルの学問を含む文学なども含まれる。1201年、カロヤン・アセンは攻城塔を使用して、聖土曜日にビザンティンの下にあったヴァルナ要塞を占領し、第二次ブルガリア帝国を確実なものとした。
13世紀後半の1261年に軍事同盟であるニンファエム条約がミカエル8世パレオロゴスとジェノヴァ共和国の間に結ばれ、黒海からジェノヴァにかけての通商が開かれヴァルナはジェノヴァや後のヴェネツィア共和国やラグーサ共和国などの商船がやってくる商港都市として繁栄した。二つの海の共和国は領事館や国外居住者の居留地を有しており、ラグーサの商人の港での活動はプロヴァディヤ近くの居留地から17世紀まで残っていた。街には両側に二つの城塞とカストリツィ（Kastritsi）とガラタ（Galata）の小さな商港があり、それらは互いの視界内にあり湖やマグリズ（Maglizh）、ペトリチ（Petrich）を見下ろす二つの要塞により保護されていた。
小麦や動物の皮、蜂蜜、 蝋、ワイン、材木、他に地元の農産品をイタリアやコンスタンティノープルの市場へ主に輸出し、地中海の食品や贅沢品を輸入していた。ヴァルナでは自らの通貨制度を導入しヴァルナ・ヒュペルピュロンと呼ばれる貨幣が14世紀半ば頃から流通し、ブルガリアとヴェネチアの為替レートは条約により固定されていた。質の高い宝石加工や陶器、皮革、食品加工や他の手工業が栄え、カムチヤ川 河口では造船業が発達した。
14世紀、イタリア人の羅針儀海図ではヴァルナはおそらくコンスタンティノープルとドナウデルタの間の重要な港であることを示し彼らは大抵はザゴレと表示していた。ヴァルナは不運にもサヴォワのアメデーオ6世・ディ・サヴォイアより包囲され1366年にブルガリアの要塞は南側のガラタを含め攻略された。1386年、ヴァルナは一時的にドブロジャ専制公の首都になり1389年にはオスマン帝国に支配され、1413年からおそらく1444年まで一時的にマヌエル2世パレオロゴスに譲渡されたり、1414年にクリミア・タタール人に略奪された。

### ヴァルナの戦い

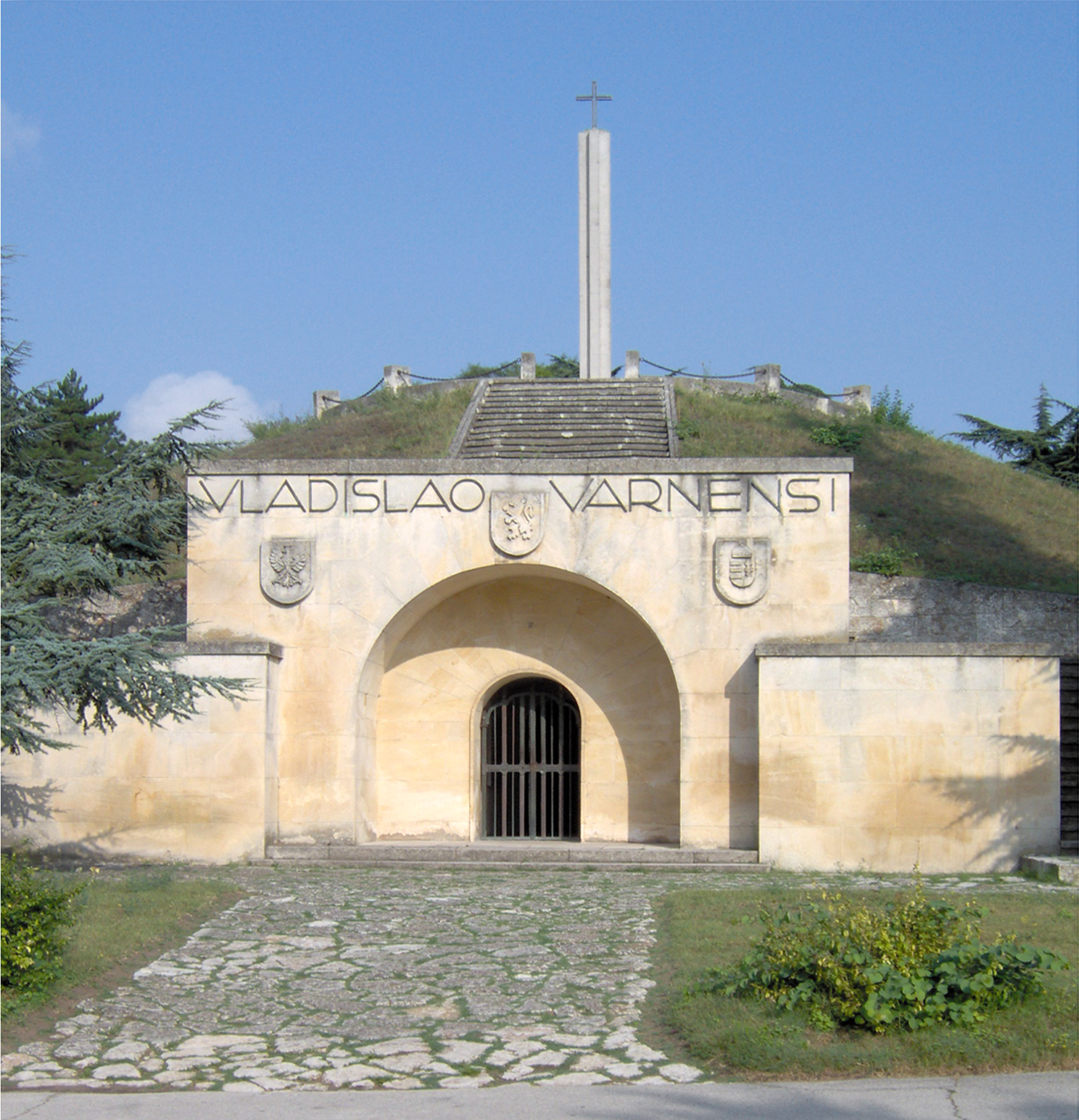
1444年のヴァルナの戦いの記念物は古代トラキア人の墓地の中に刻まれている。

1444年11月10日、ヨーロッパの十字軍の歴史でも最後の最大規模の戦いが城壁の外側で行われた。オスマン帝国はヴワディスワフ3世率いる2万の十字軍戦士を敗走させ 、コンスタンティノープルへ出帆するため港に集まった。キリスト教徒の軍は55,000から60,000のスルターンムラト2世が率いる数では勝ったオスマンの軍に攻撃された。ヴワディスワフ3世はスルタンを捕らえるため、大胆な試みにより殺されてしまうがWarneńczykのニックネームを得る。（ハンガリー語では Várnai Ulászló、ラテン語ではLadislaus Varnensisで知られる。）ヴァルナの十字軍の失敗は1453年にオスマン帝国によりコンスタンティノープルを陥落させられることを避けられず、ヴァルナや他のブルガリアの地域はオスマンに4世紀を超えてその支配下にあった。今日、ヴワディスワフ3世の慰霊碑がヴァルナにある。

### オスマン支配後期

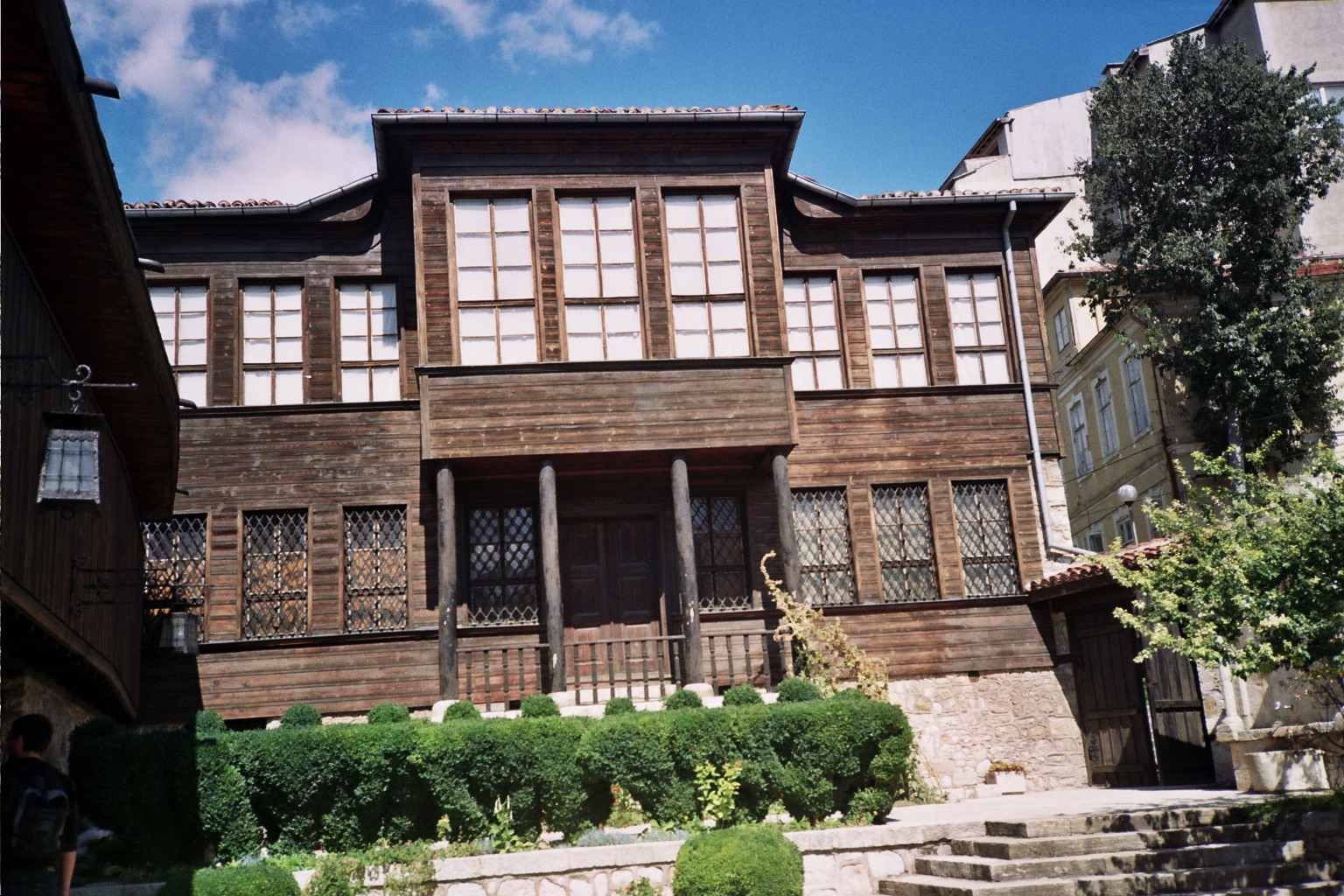
オスマン期の建築物

16-17世紀のオスマン支配期には主要な港、農業や交易、造船の中心であり都市としての重要性やブルガリア人の経済活動はそのまま維持されていた。ヴァルナではその後、ルセやシュメン、シリストラと一緒に「四辺形の要塞」の一つが造られドブロジャは露土戦争により残りのブルガリアからは切り離されロシアに含まれた。ロシアは1773年に一時的に攻略し、1828年に再び攻略し後にヴァルナ包囲が続いた。中世の要塞は完全に破壊された後、2年後にオスマン帝国に戻っている。
19世紀初期、多くの地元ギリシャ人は愛国的な組織であるフィリキ・エテリアに参加していた。ギリシャ独立戦争が1821年に勃発するとヴァルナでも革命的な活動が記録されている。この結果、ギリシャの国民運動に参加した地元の著名人はオスマン当局により処刑され、その間に他の者はギリシャに逃れ闘争を続けた。
イギリスとフランスのロシアに対する軍事行動であるクリミア戦争（1854-1856）ではヴァルナは司令部や主要な海軍基地として使われ、多くの兵士がコレラで死亡し街は大火による破壊も経験している。イギリスとフランスの記念碑はコレラの犠牲者が埋葬された墓地に印されている。1866年、ブルガリア初の鉄道がヴァルナとドナウ畔のルセとを結びオスマンの首都であるコンスタンティノープルと中央ヨーロッパが結ばれることになった。その数年後にオリエントエクスプレスがこのルートを走るようになった。ヴァルナ港は主要な食糧供給とくに隣接する穀倉地帯である南ドブロジャからの小麦の供給とコンスタンティノープルや他の欧州の首都からの輸入の忙しいハブとして開発が進んだ。12の外国の領事館がヴァルナには開かれている。地元のブルガリア人はブルガリア再生運動に参加し、ヴァシル・レフスキは秘密革命委員会を設置した。

### 現代まで

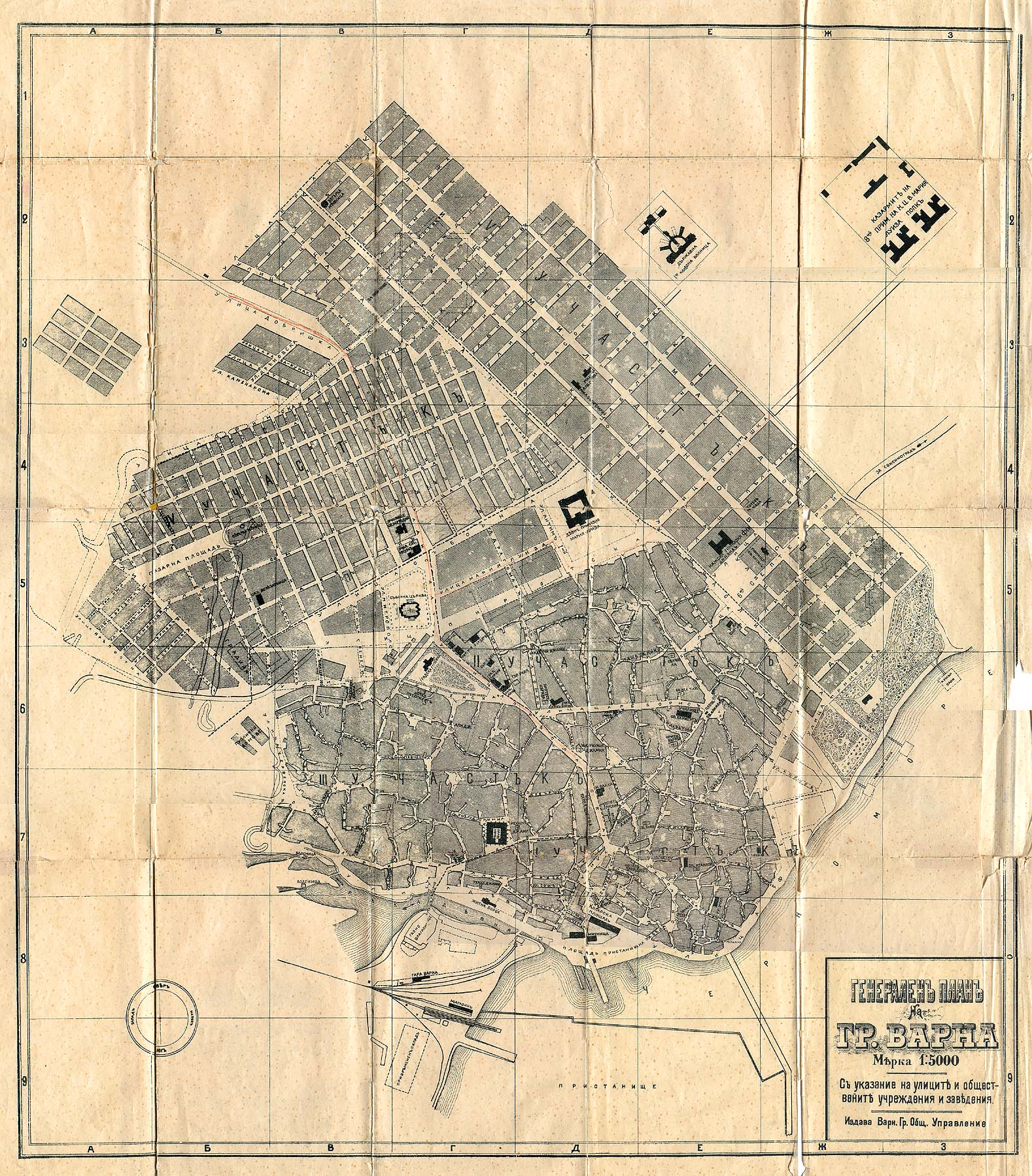
1897年のヴァルナ市街の地図

1878年にブルガリアはオスマン帝国から解放され、当時街の人口は2万6千人でベルリン条約によりブルガリアへ譲渡された。ロシアの軍隊が7月27日に入城している。ヴァルナはその後、第一次バルカン戦争や第一次世界大戦の前線都市となり、経済は悪い状況となり一時的（1913-1916、1919-1940）に農業の後背地である南ドブロジャからルーマニアは損失の影響を受けた。解放後の最初の数十年でほとんどのトルコ人やギリシャ人は街を出て行き、ブルガリア人が内陸やドブロジャ北部、ベッサラビア、小アジア、その後マケドニアやトラキア東部、ドブロジャ南部から難民がやって来ており、続く第二次バルカン戦争や第一次世界大戦では民族の多様性はブルガリア人が多い状況になったものの、かなりの少数民族であるガガウズ人やアルメニア人、セファルディムの人々はその後数十年間残っている。
第二次世界大戦では、1941年3月1日にブルガリアが三国同盟に加盟した直後から、ナチス・ドイツ軍の機械化師団が市内に進駐した。この頃のヴァルナは人口約6万人を擁する輸出入の玄関口であり、軍事的にも海軍基地と飛行場がある要衝であった。枢軸国の劣勢が明らかになった1944年9月には赤軍が街を進駐し、ブルガリアで共産主義統治を確かなものにするのを助けている。
ヴァルナは初期の産業開発やブルガリア労働運動の中心で、ブルガリアでの重要な輸出港が設けられ主要な穀物産出やブドウ栽培）の中心で首都ソフィア以外ではブルガリア国内で最古の高等教育機関の本拠が置かれている。また、国際的な祭典やイベントが多く行われ夏の離宮であるエフクシヌグラートは今でも残り、ブルガリア政府の迎賓館や夏の演奏会などに使われている。ヴァルナが現代のような大規模な観光地として姿を現すようになるのは1950年代後半のことである。重工業や貿易のソ連のブームは1950年代から1970年代にかけて続いた。
1949年12月20日から1956年10月20日にかけてヴァルナの街の名称は共産主義政府によりソビエトの独裁者であったヨシフ・スターリンにちなみスターリンに改名されていた。
1962年には第15回のチェス・オリンピアードが開かれている。1969年と1987年には新体操の世界チャンピオンシップの主催となった。1973年9月30日から10月4日にかけてはスポーツ宮殿においてオリンピックコングレスが開催されている。2019年にヴァルナは欧州文化首都になる。

## 経済

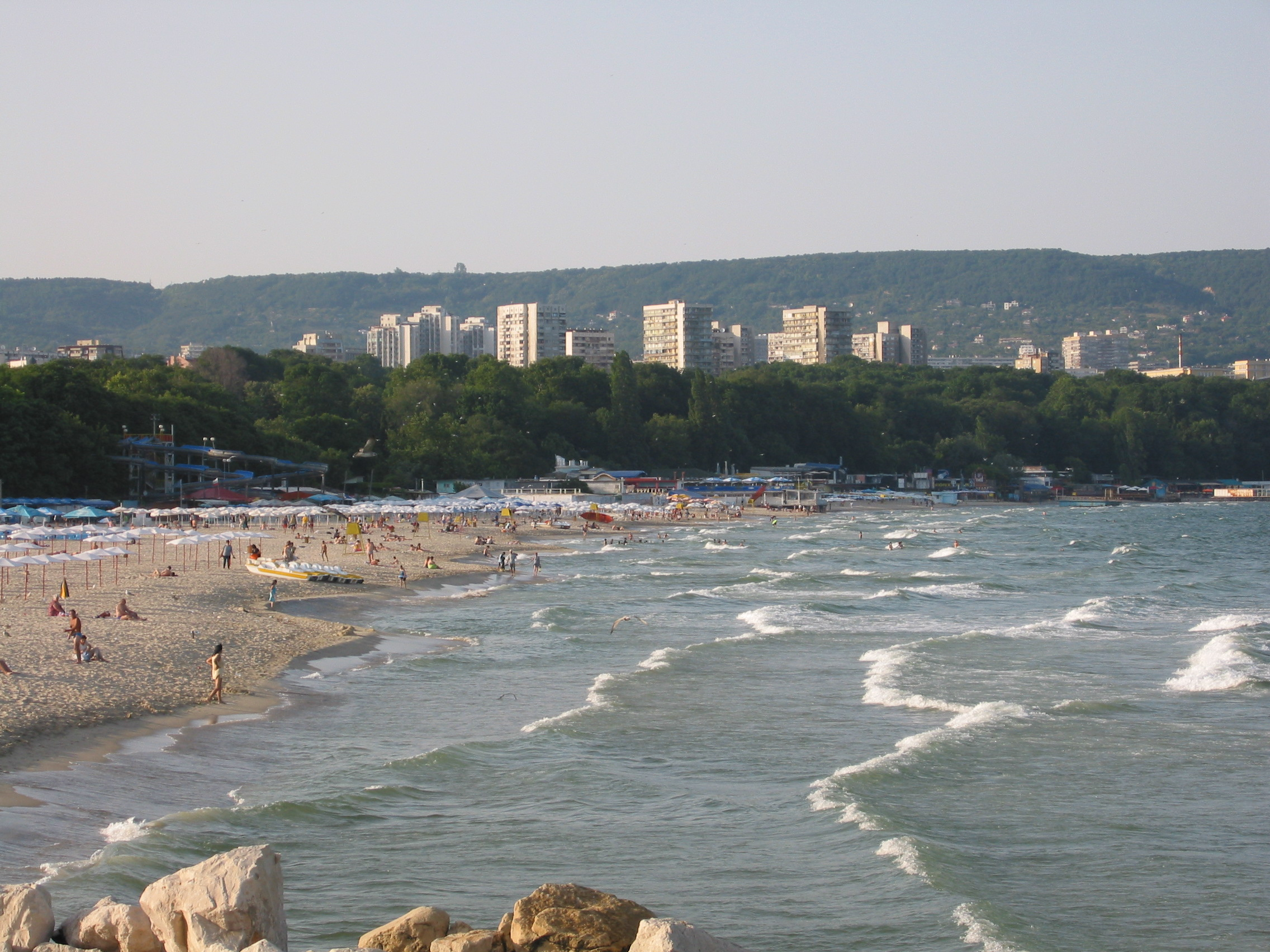
ヴァルナのビーチ

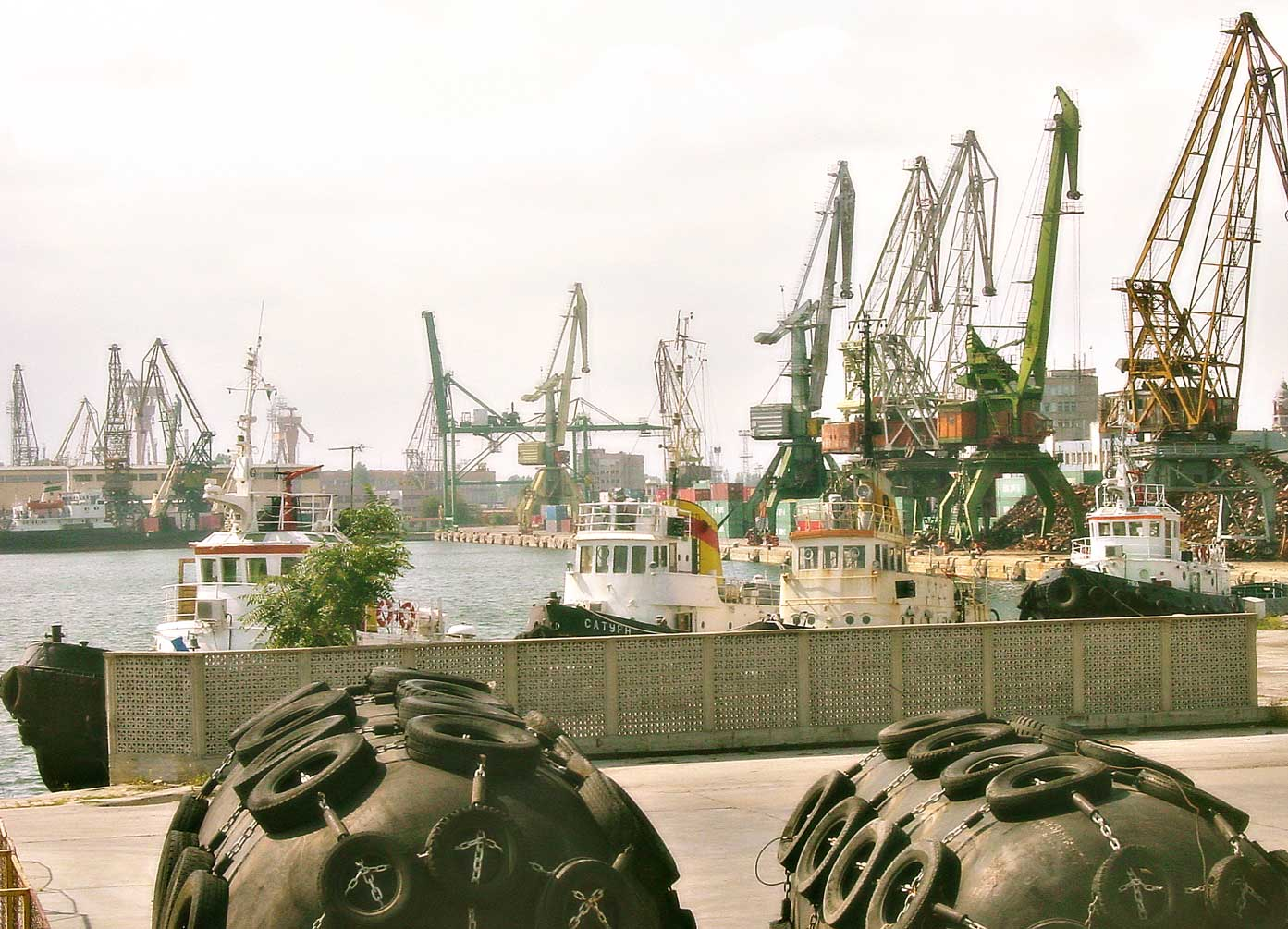
クルーズ船ターミナルやマリーナに転換予定のヴァルナ港東部

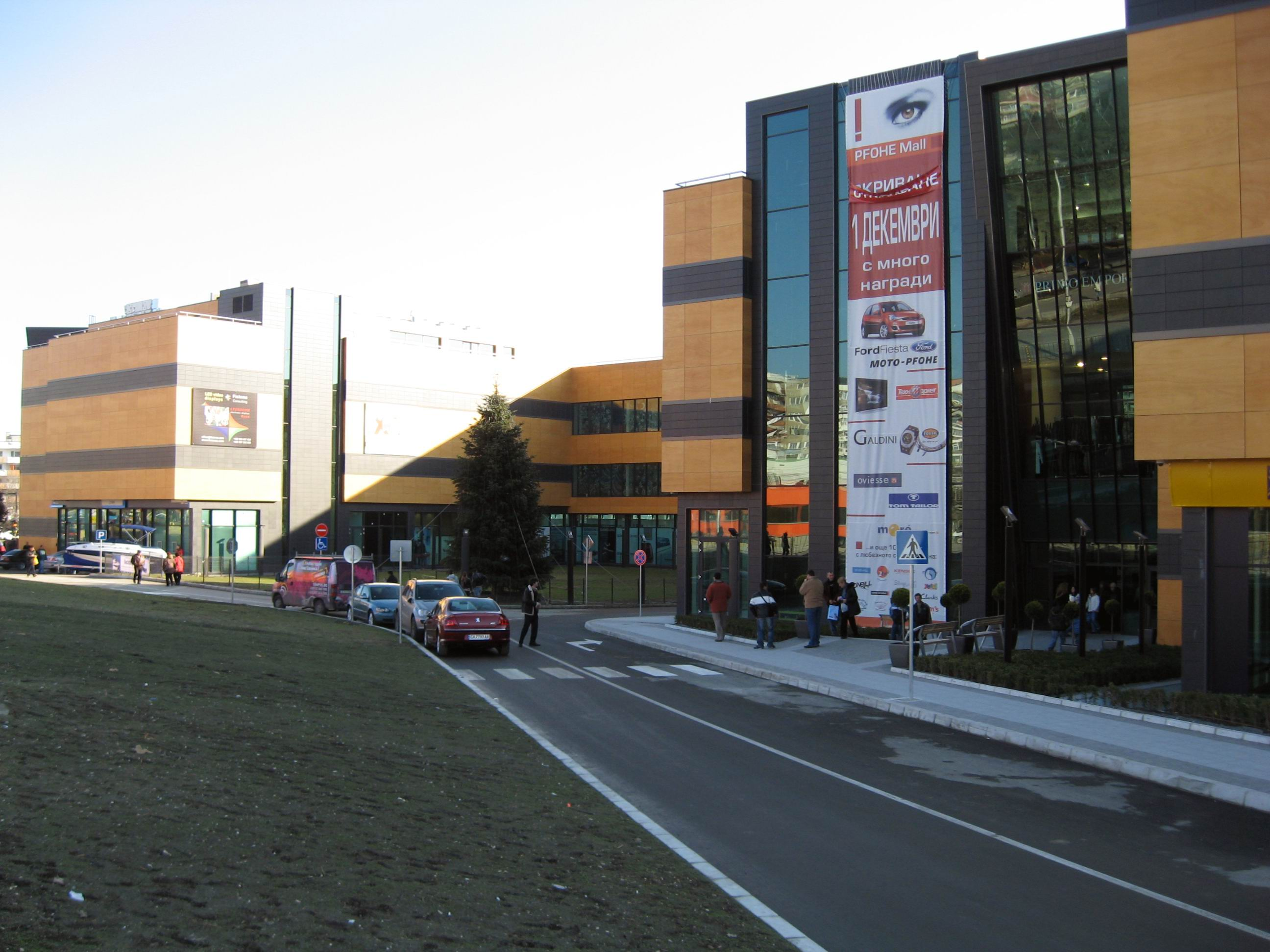
トルシェヴォ地区の新しいショッピングセンター

ヴァルナの経済はサービス産業を基盤とし61%の収益は商取引や観光から得ており、14%は製造業や交通、通信、6%は建設業によるものである。金融業でもとくに銀行業や保険、投資マネージメント、不動産金融がブームとなっている。2008年12月時点での世界金融危機による景気後退は軽微であった。ヴァルナは汎ヨーロッパ交通回廊8号線の東端に位置しており、ルセを経由して7号線や9号線と接続している。伝統的な主力産業は物流・輸送に関するものであり、ヴァルナ港やヴァルナ国際空港、ナヴィブルガルのような古い商船会社や物流基地「ロジスティクス・パーク」などがある。また造船や船舶の修繕など海洋に関する産業が発展しており、スウェーデンを基盤とするオーシャニック・クリエーションズなどの造船所が立地する。
2007年6月にEniやガスプロムによってサウス・ストリームのプロジェクトが公表されたが、この計画では900 km (559 mi)の天然ガスのパイプラインによってロシアのジューブガから年間容量630億立方メートルがヴァルナへ送られ、近海のガラタ沖のガス田からさらにイタリアやオーストリアへと送られる。近隣の町であるベロスラフやデヴニャとヴァルナはヴァルナ・デヴニャ工業団地を構成しブルガリアでも最大の化学工場や火力発電所、製造設備を有する。その中にはヴァルナ火力発電所やSodi Devnyaが含まれており、これらは民主化以降のブルガリアの歴史上、最大級の民営化案件であった。また、電波航法機器や家電、セキュリティシステム、織物、服飾、飲料や食品、印刷などの工場が注目される。一部の使われなくなった工場施設は再開発され、以前のVAMOディーゼルエンジン工場はECEショッピングモールになり、ヴァルナビール醸造所はコンベンションセンターに置き換わった。
観光はヴァルナにとってもっとも重要な産業であり郊外の海辺のリゾートであるゴールデン・サンズ（Златни пясъци, Zlatni pyasatsi）やホリデークラブ・リビエラ、サニーデイ、聖コンスタンティン・エレナや他のリゾート地を合わせた宿泊受け入れ可能数は2005年現在60,000ベッドで毎年数百万人もの人が訪れる。2006年には474万人が訪れそのうち399万人は国外からであった。リゾート地が国内外からかなり多くの投資を受けるようになったのは1990年代後半から21世紀に入ってからであり、環境的には適切で化学工場や他の重工業地帯からは離れた場所に位置している。ヴァルナはブルガリアでは唯一、国際的なクルーズ船の寄港地で2007年には30のクルーズ船の寄港が予定されていた。またメジャーな国際的なコンベンションやスパの中心である。2003-2008年の不動産ブームによってブルガリア国内では一番高い価格となり2007年秋には首都ソフィアを上回り、2009年4月現在でも保っていた。商業用の不動産ではメジャーな国際的なオフィスタワー計画の開発をしている。
小売りにおいては国際的に大きな小売店を集めているだけでなく、ヴァルナ発祥を誇るチェーン店がブルガリアの大きな都市に点在しておりスーパーマーケットチェーンのピカデリースーパーやレストランチェーンのハッピー、薬局チェーンのサニタなどがある。2008年には3つの大きなショッピングモールが営業しており、さらに4つの様々な段階の計画がありヴァルナは国際的に魅力的なショッピングの目的地へと転換させている。
ヴァルナの経済はブルガリアの中でも好調であり急成長が続いており2007年の失業率は2.34%とブルガリア国内平均の三分の一の低さで賃金の中間値はソフィアやブルガス並みに高い。多くのブルガリア人はヴァルナを好況にわく町と見なしており、なかにはソフィアやプロヴディフから移住したり、または西側諸国から戻って来る者もいる。しかし、ほとんどはドブリチやシュメンなどの近隣地域からヴァルナへ移って来ている。
2004年9月のFinancial Times Business Ltd publicationが出版するビジネス誌FDi magazineは戦略的な地理や急成長する経済、豊かな文化遺産、高い教育水準などからヴァルナを南東ヨーロッパで将来性がある都市と公言している 。また2007年4月には スタンダード&プアーズはヴァルナの格付けを引き上げている。
2007年12月と2008年10月にヴァルナはブルガリアで一番生活するのに適した都市に選ばれている。

## 統計
最初の人口の資料は17世紀半ばに遡り、当時の町の人口は4,000人程度であったと考えられる。 その後、1878年にトルコから解放されると1881年に最初の人口統計調査が行われ24,555人を数え、これは当時のブルガリア公国ではルセの26,156人に次ぐ2番目の規模であった。ブルガリアの統一により、ヴァルナはブルガリアで3番目に大きな都市となった。このポジションは首位や4位の都市が入れ替わる中120年間維持されている。
2006年12月以来、ブルガリア国営テレビ、国営新聞、調査会社、首長府、地元警察など様々な情報筋からヴァルナの人口は50万人を超え、現在ブルガリアでは2番目に大きな都市であると言われている。しかしながら、公式の統計であるGRAOや NSIはこの宣言は裏付けていない。
2008年に副市長ヴェネリン・ゼチェフ（Venelin Zhechev）は実際の人口は650,000人と推計している。2008年12月に市長のキリル・ヨルダノフは実際の常住人口は970,000人であるとし、そのうちの60%は住民登録されていない人々である。2009年1月にフィナンシャル・タイムズは現在ヴァルナには毎年約3万人の新しい住民を引き寄せていると述べている。
今日、ヴァルナ市の人口は334,870人でブルガリアでは3番目に大きな都市である。基礎自治体全体では343,704人、都市圏人口（ヴァルナ自治体、隣接するアクサコフォ、アヴレン、ベロスラフ、デヴニャ自治体。隣接するドブリチ州の部分は除く。）は公式の推計人口は475,000人 である。ここではヴァルナ＝デヴニャ＝プロヴァディヤアグロメーションはヴァルナ都市圏と同一とは見なされていない。ヴァルナはブルガリアでは数少ない人口の自然増を誇っており（2009年は出生数6,300に対して死亡数3,600）、新しい小児医療センターが開かれている。
| 1887   | 1910   | 1934   | 1946   | 1956    | 1965    | 1975    | 1985    | 1992    | 2001    | 2005    | 2009    | 2011    | 出典                                      |
| ------ | ------ | ------ | ------ | ------- | ------- | ------- | ------- | ------- | ------- | ------- | ------- | ------- | ----------------------------------------- |
| 25,256 | 41,419 | 69,563 | 76,954 | 120,345 | 180,633 | 253,039 | 302,816 | 308,601 | 312,889 | 312,026 | 320,837 | 334,870 | [ 35 ] [ 36 ] [ 37 ] [ 38 ] [ 39 ] [ 40 ] |

### 民族構成
ヴァルナで多数派を占める民族はブルガリア人でヴァルナ自治体では92.5%を占めている。トルコ人は伝統的に2番目の位置を占め、2009年には自治体人口の3.8%を占めている。ロシア人や他の最近のロシア語話者の移民は20,000人を超え、おそらくそれ以上に多い。それに匹敵する数のロマがおり、そのほとんどがマクスダ、ロゾヴォ、ドリナのアスパルホヴォの3つの貧しい地区やチェンゲネ・クラ、ヴラディスラヴォヴォの地区に住んでいる。ヴァルナではいくつかのロマの差別撤廃のプログラムを率先している。アルメニア人やギリシャ人、ユダヤ人、他の昔から居る民族は現在でもはるかに少ない人口で存在し、これに近年新たにアジア系やアフリカ系の移民や企業の駐在員が増加している。

## 行政
ヴァルナ基礎自治体（Община Варнаはヴァルナ市と5つの郊外の町村（カメナルКаменар・カザシュコ Казашко・コンスタンティノヴォ Константиново・トポリ Тополи・ズヴェズディツァЗвездица）に分かれており、公共交通機関の運営も行われている。ヴァルナは地域の司法機関の中心でもある。

### 市長
基礎自治体の首長は市長（кмет）である。共産党により一党独裁時代が終わった1990年以降、ヴァルナは3人の市長が担って来た。1990-91年が民主勢力同盟（SDS）のヴォイノ・ヴォイノフ（Voyno Voynov）、1991-1999年がSDSのヒリスト・キルツェフ（Hristo Kirchev）、1999年から現在まではSDSのキリル・ヨルダノフが就いている。ヨルダノフは2007年に再選され現在3期目である。

### 政治
2009年1月現在の市議会（общински съвет）は51議席で、中道左派のブルガリア社会党（BSP）が9議席、中道右派のヨーロッパ発展のためのブルガリア市民(GERB)が9議席、Dvizhenie Nashiyat Grad（市長を支持する地元グループ）が6議席、Red, Zakonnost i Spravedlivost「秩序、法の支配、司法」が5議席、権利と自由運動（DPS）が4議席、民主勢力同盟と強いブルガリア民主党（DSB）、
と他の中道右派政党の3議席の連立、他のグループや無所属が15席を占める。ブルガリア社会党のボリスラフ・グツァノフが議長である。
ヴァルナで大きな政党はBSP、GERB、SDS、安定と進歩のための国民運動(NDSV) 、これら4政党以外にDSB、ブルガリア民主党、内部マケドニア革命組織(IMRO, VMRO)、アタカ国民連合なども活動している。SDSは2009年に地元リーダーの息子の学生が若い女性に対して残忍な殺人を犯したことによって打撃を受けている。地元の経済界は全国的な傾向を背景に最近の地方選のために政党を組織している。

### 領事館
ヴァルナにはチェコ、フランス、ドイツ、ハンガリー、イタリア、マルタ、ポーランド、ロシア、スロバキア、スウェーデン、ウクライナ、イギリスなど欧州各国の領事館が置かれている。

### 行政区
ヴァルナ基礎自治体（Община Варна）の域内には6つの町村（集落）がある。また、ヴァルナは5つの区に分かれている。区（ラヨン、Район (градско подразделение) / rayon）は基礎自治体（Община / Obshtina）より更に下位の行政区分である。町村（град、село）は集落（自然村）のことであり、行政単位ではない。アスパルホヴォ 、ムラドスト、オデソス（歴史的な中心地）、プリモルスキ（行政区では最大の人口102,000人でリゾート地を含み市北部の中心）、ヴラディスラフ・ヴァルネンチクにそれぞれ分かれておりこれらの地区にも様々な地域があり独特な特徴や歴史が含まれている。
村落には村長か代理官（кметски наместник）などが置かれている。
ヴァルナ行政区や地域
| 地区                           | キリル文字              | 行政区                         | 人口    |
| ------------------------------ | ----------------------- | ------------------------------ | ------- |
| ヴラディスラフ・ヴァルネンチク | Владислав Варненчик     | ヴラディスラフ・ヴァルネンチク | 48,740  |
| Kaisieva Gradina               | Кайсиева Градина        | ヴラディスラフ・ヴァルネンチク | 48,740  |
| Troshevo                       | Трошево                 | ムラドスト                     | 87,256  |
| ムラドスト                     | Младост                 | ムラドスト                     | 87,256  |
| Chayka                         | Чайка                   | プリモルスキ                   | 105,340 |
| Central                        | Център                  | オデソス                       | 82,784  |
| アスパルホヴォ                 | Аспарухово              | アスパルホヴォ                 | 27,178  |
| Vinitsa                        | Виница                  | プリモルスキ                   | 105,340 |
| Golden Sands                   | Златни пясъци           | プリモルスキ                   | 105,340 |
| Hristo Botev                   | Христо Ботев            | オデソス                       | 82,784  |
| Galata                         | Галата                  | アスパルホヴォ                 | 27,178  |
| Vazrazhdane                    | Възраждане              | ムラドスト                     | 87,256  |
| Pobeda                         | Победа                  | ムラドスト                     | 87,256  |
| Zapadna Promishlena            | Западна промишлена зона | ムラドスト                     | 87,256  |

## みどころ
ヴァルナのランドマークにはヴァルナ考古学博物館やヴァルナ・ネクロポリス（黄金のヴァルナ）、ヴァルナの戦い公園博物館、イタリア様式のVilla Assareto内にある海軍博物館に展示されている博物館船ドルースキ、オスマン期の地元の都市住民や漁師、19世紀後半から20世紀初めにかけての農民の暮らしぶりの特徴を組み合わせた民俗誌博物館などが含まれる。
シーガーデンはヴァルナでは一番古くおそらく街で一番大きな公園で、国際的なバレー競技会やオペラ公園、コンサートなどが行われる野外劇場、1932年に開館したヴァルナ水族館、1984年に開館した Festa Dolphinarium （イルカ水族館）、自然史博物館、テラリウム、動物園、子供用の遊技施設、池やボートハウスなど様々な施設が含まれる。国家再生の小道にはブルガリアの著名人の銅像が飾られ、宇宙飛行士の小道にはユーリイ・ガガーリンや他のソビエトやブルガリアの宇宙飛行士が植樹した木が含まれる。ガーデンはブルガリア国のランドスケープのモニュメントとしてバルカンでは最大の美しい庭園とも言われる。
海沿いの遊歩道にはビーチクラブが活気に満ちたロックシーンやヒップホップ、ブルガリアンやアメリカンポッポ、テクノ、チャルガなどを売り物にしている。2006年10月にインデペンデント紙はヴァルナを「欧州の新しいファンキーな街、ブルガリアの上質な時間の中心地」としている。 ヴァルナは全国的なロックやヒップホップ、ワールドミュージック、他のアーティストやクラブ、それらに関連したジュライ・モーニング、国際的なロックやヒップホップ、グラフィティなどのイベントにより評価を享受している。
街の海岸は海浴場（морски бани, morski bani）として知られ55℃の硫黄泉の源泉が点在し、温泉や水泳プール公共のシャワーに使われ小さなマリーナが立地している。これに、長さ 2.05 km (1.27 mi) 高さ 52 m (171 ft) のアスパルホフ橋はバンジージャンプの人気スポットになっている。郊外にはエフクシヌグラート宮殿や公園、ワイナリー、ソフィア大学の植物園（Ecopark Varna）、ポビティ・カマニの奇岩、中世の洞窟修道院であるアラジャ修道院がある。

### 建築
1878年当時のヴァルナはオスマンの都市でほとんどが木造の建物で黒海沿岸の典型的なスタイルで狭い通りを満たしていた。堀と装飾された鉄門、両側に建つ塔、ヴァルナの川を横切るアーチ状の石橋に1830年代に修復された周辺の石壁が囲んでいた。今日、この名残は僅かに残されているだけで、街の中心は19世紀から20世紀初めにブルガリアの中産階級の発生により西洋型のネオ・ルネサンス、ネオ・バロック、アール・ヌーヴォー、アール・デコとなっている。所有権が1989年に復帰すると建物の多くは改装された。
取り壊された城壁からの石造りの部分は大聖堂と2つのエリート高校、新しい大通りの舗装材に使われている。中産階級は実用的なタウンハウスや戸建ての建物を建築している。洗練された大邸宅は主要な大通りや街の北部のブドウ畑に面してた建てられた。少数の労働者階級も郊外に現れ、1910年代の戦争難民もまた都市の周辺の同じような貧しい活気ある地区に居住している。
1960年代から1980年代初期の間の急速な都市化により大規模な住宅団地が以前の小規模なブドウ畑や農地に広がり、都市の人口は3倍になった。ビーチリゾートの多くはほとんどが画一的な現代的なスタイルだったが、最近の手間をかけた刷新によりある程度変わって来ている。他のブルガリアの黒海沿岸のように行き過ぎた観光開発が行われること無く、多くの緑地は保護されており古い街の中心や周辺部の建物の造りかえが始まっている。

## スポーツ

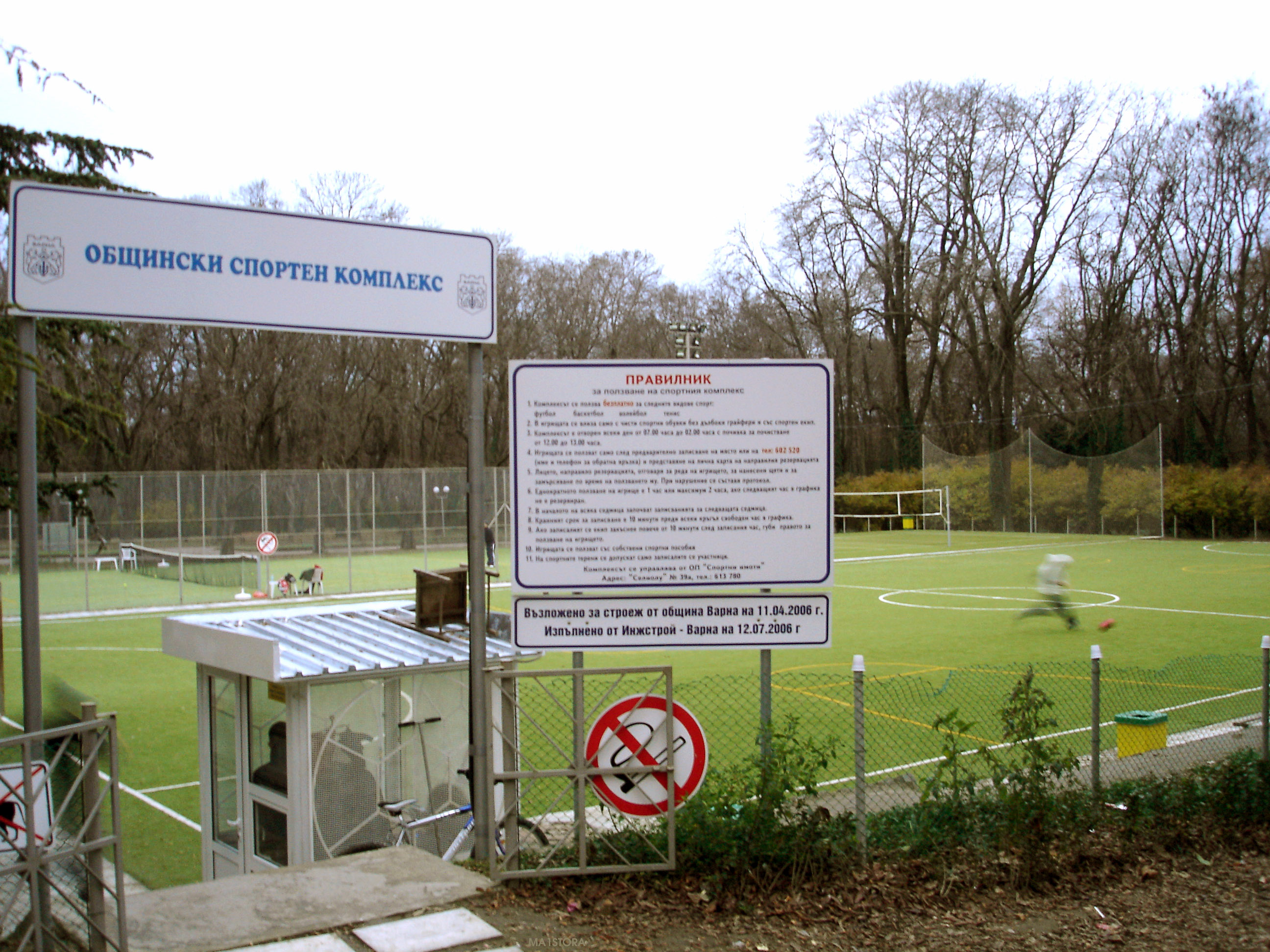
公営運動場

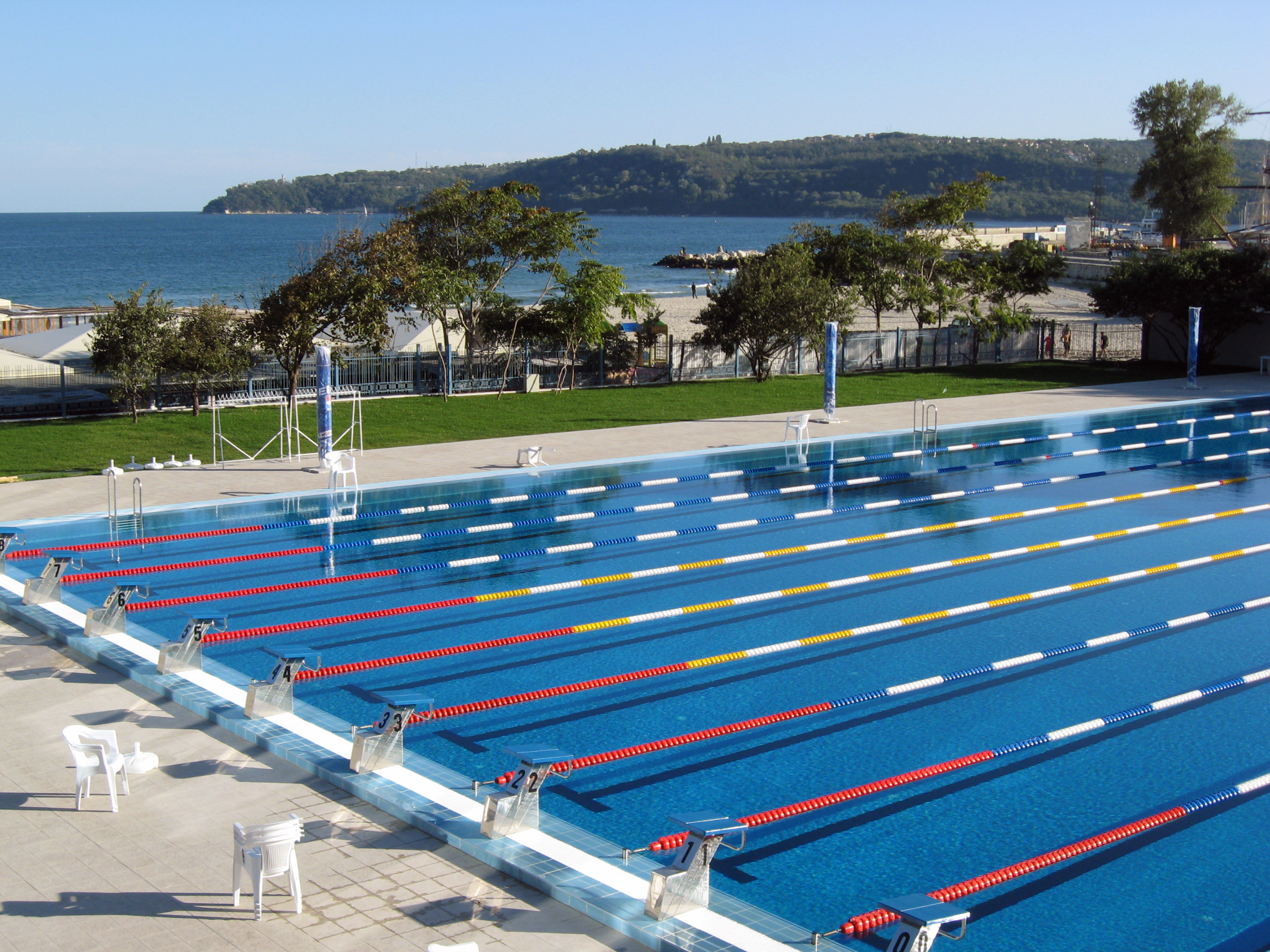
公営プール

サッカーはヴァルナにおいては最大の観衆を集めるスポーツで、2つの競合クラブがありブルガリアプロサッカーリーグのクラブチームであるPFCチェルノ・モレ・ヴァルナ（ザ・セイラーズ）は1913年に設立され、4度にわたりナショナル・チャンピオンに輝き1925年の最初のチャンピオンシップも含まれる。FC スパルタク・ヴァルナ（ザ・ファルコンズ）は1918年に創設され一度だけチャンピオンになっている他、UEFAカップウィナーズカップの1983では2回戦でマンチェスター・ユナイテッドと対戦し敗れている。
ヴァルナは19世紀後半にブルガリアサッカーの誕生した地と考えられており、スイスの体育教師ジョルジュ・ドゥ・レジブスが最初の男子高校サッカーの代表チームを監督している。2007年2月にヴァルナ市では1950年代の古くなった公営のユーリイ・ガガーリンスタジアムを新しいUEFAやFIFAの水準を満たす競技場に換えることを決定した。 新ヴァルナスタジアムは客席数30,000人でコンサート開催時には立ち席を含め40,000人の収容人員になる。他の国営の陸上競技施設は5,000人の収容人員とプロと公共のトレーニングホールを備えムラドスト地区に失われた古いヴァルナスタジアムの運動場とトラックを補償するために2009年に開設された。
男子バスケットボール （Euroins Cherno Moreなど）や女子バレーボール、体操、ボクシング、武道、セーリングなども盛んである。ガラタ岬からヴァルナにかけての4.5 km (2.8 mi)のスイミングマラソンはポピュラーな会場となっている。ヴァルナでは国際的な競技大会や国内大会が行われており、その中にはオートレースやモトクロスも含まれている。ブルガリアのナショナルバスケットボールチームやバレーボールチームの試合がヴァルナでは行われており、その中にはバレーボールワールドカップも含まれブルガリアでは最大のアリーナである1968年に完成した文化・スポーツ宮殿（Дворец на културата и спорта）で開催されている。
2011年現在では3つの18ホールを備えたプロ水準のゴルフ場がヴァルナの北部バルチクやカヴァルナに近接する地域に建設されている。これらにはThracian Cliffs、Lighthouse Golf、Black Sea Ramaが含まれる。市の南にはアヴレンゴルフクラブは2012/2013年の間に完成する。
カートレーシングトラックや競馬場、乗馬学校などがヴィニツァ地区にある。
2007年8月にサッカー場やバスケットボール、バレーボールの競技施設を備えた新しい自治体の新しいスポーツ複合施設がオープンし、ムラドストのミニゴルフやテニス、バイクレーン、小さな湖、アイススケートリンクは大きな複合施設の一部である。小さな自治体の運動場はシーガーデン、アスパルホフ・ヴァル公園など各所に開かれオリンピック規格のスイミングプール施設が2007年に再建されている。シーガーデンと最西部の住宅地を結ぶ自転車レーンの最初の部分が完成している。最近ではクリケットも行われるようになっている。

## 姉妹都市
ヴァルナの姉妹都市は次の通りである。
- オールボー, デンマーク
- ドルドレヒト, オランダ
- ハルキウ, ウクライナ
- オデッサ, ウクライナ
- マルメ, スウェーデン
- トゥルク, フィンランド
- マイアミ, アメリカ合衆国
- ロストック, ドイツ
- ノヴォロシースク, ロシア
- ピレウス, ギリシャ

- メンフィス, アメリカ合衆国
- アムステルダム, オランダ
- ワシントン（Washington）, イギリス
- カールスルーエ, ドイツ
- ボストン, アメリカ合衆国
- ヴェルス, オーストリア
- ヴィーソケー・ミート（チェコ)
- ジェノヴァ, イタリア
- リヨン, フランス
- サンクトペテルブルク, ロシア

## ギャラリー

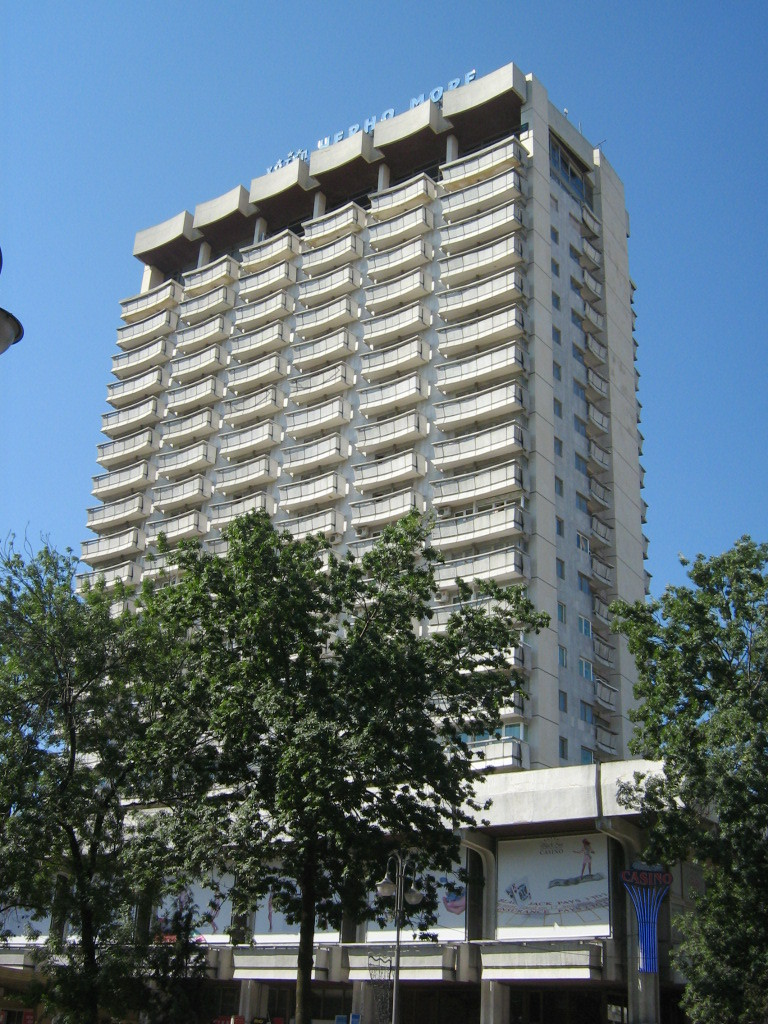
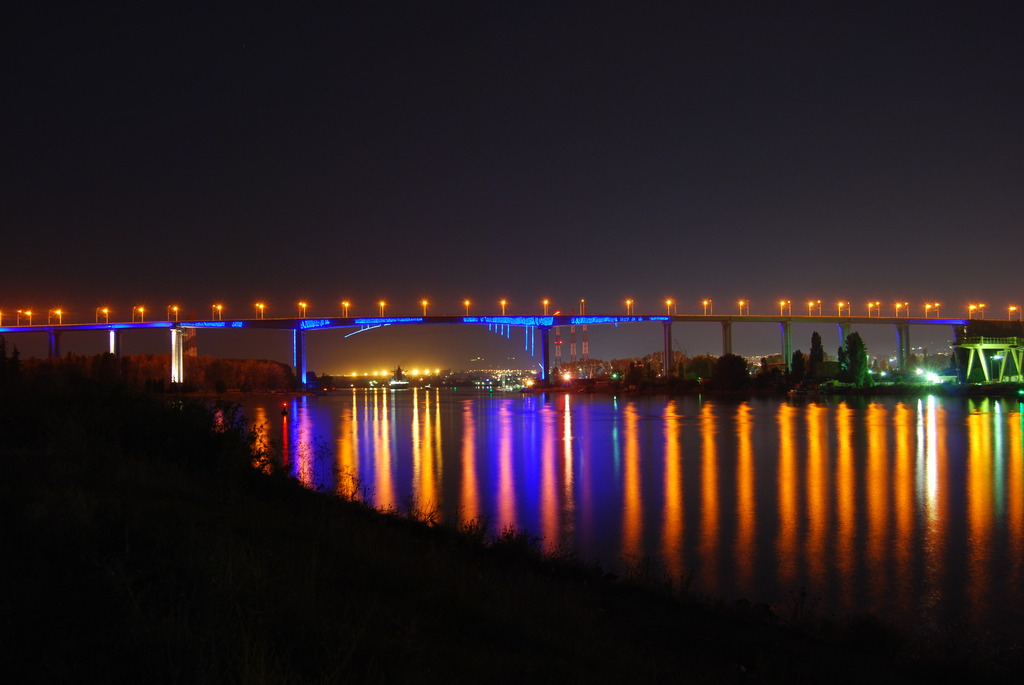
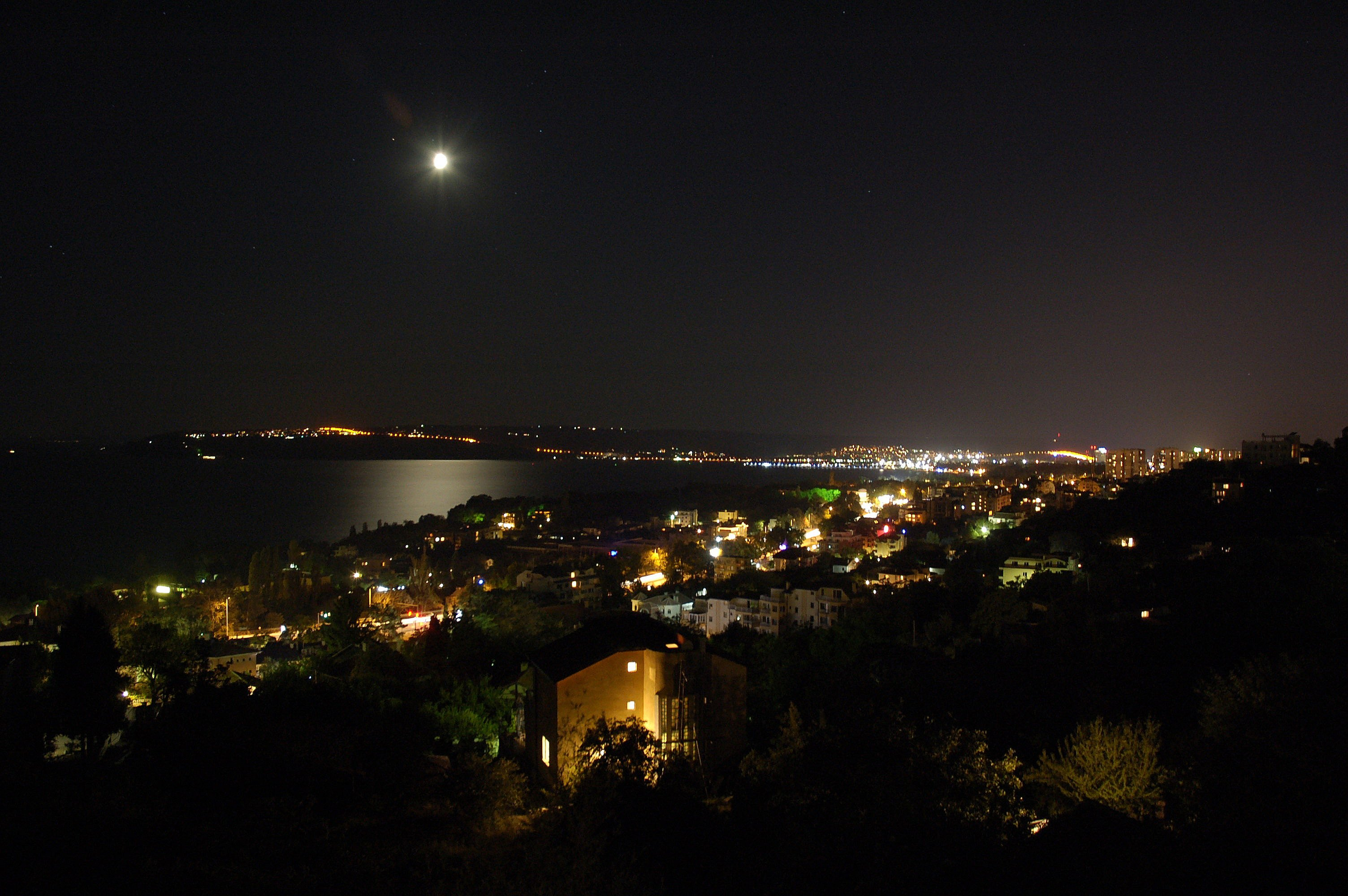
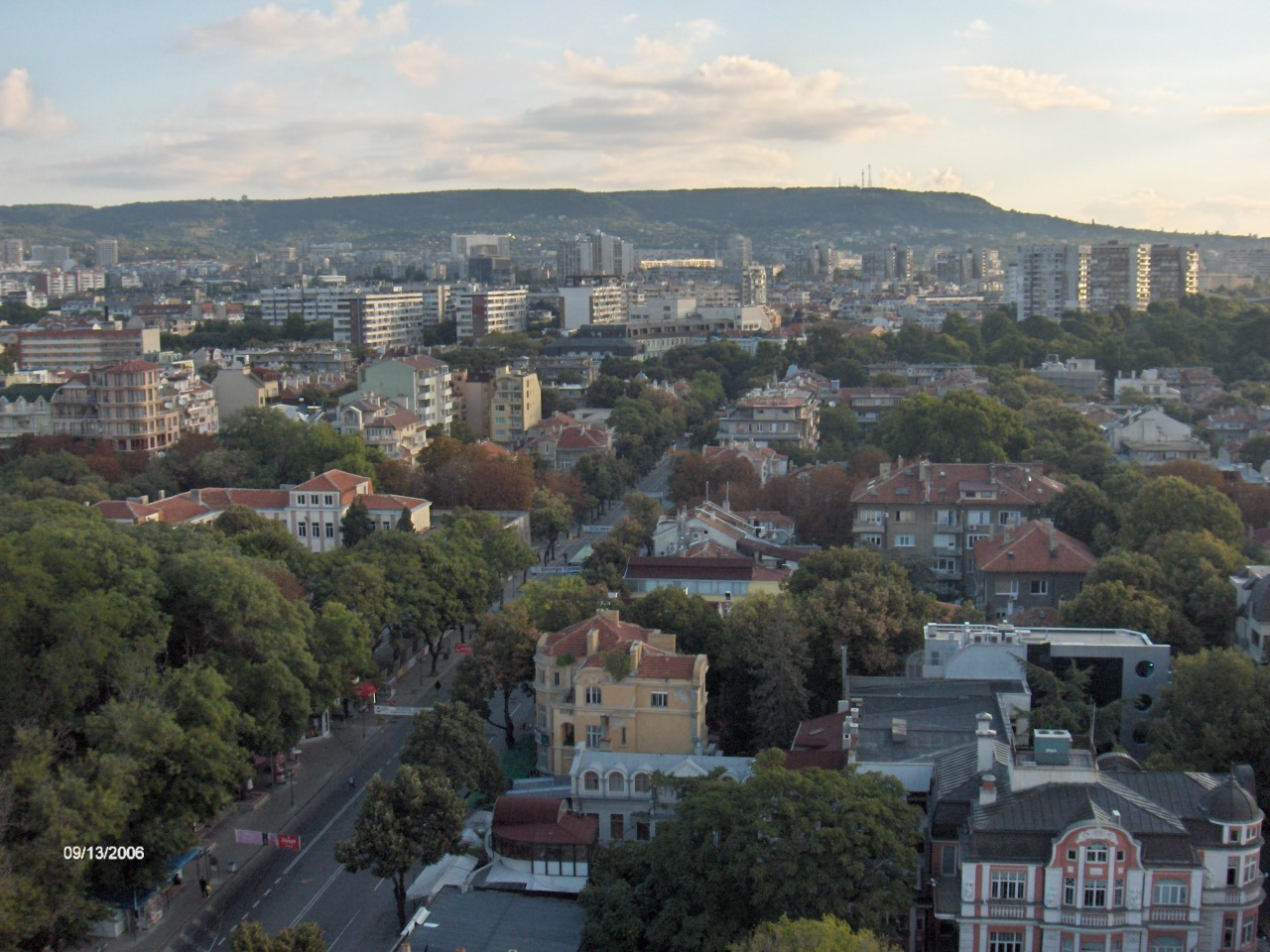
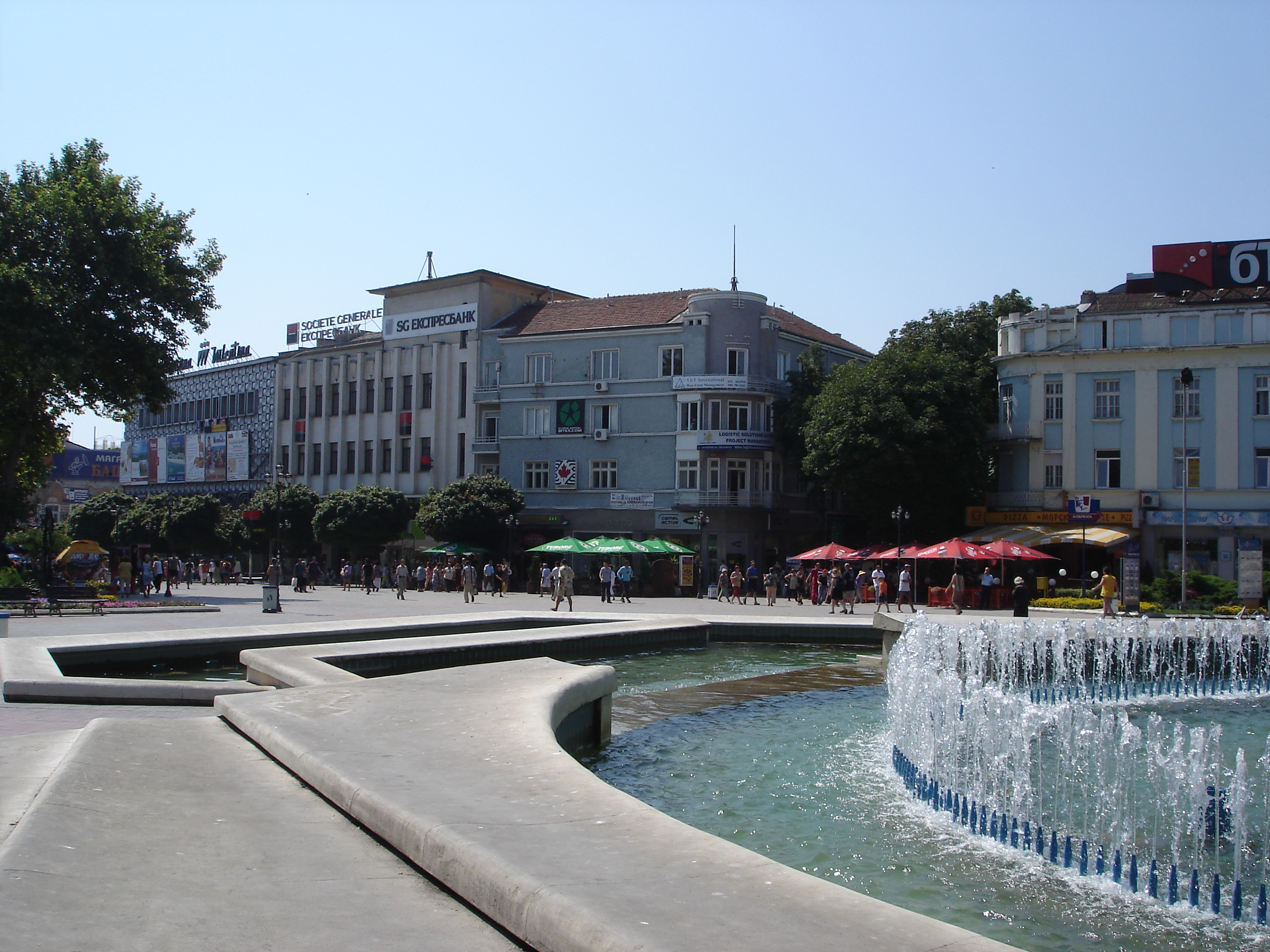
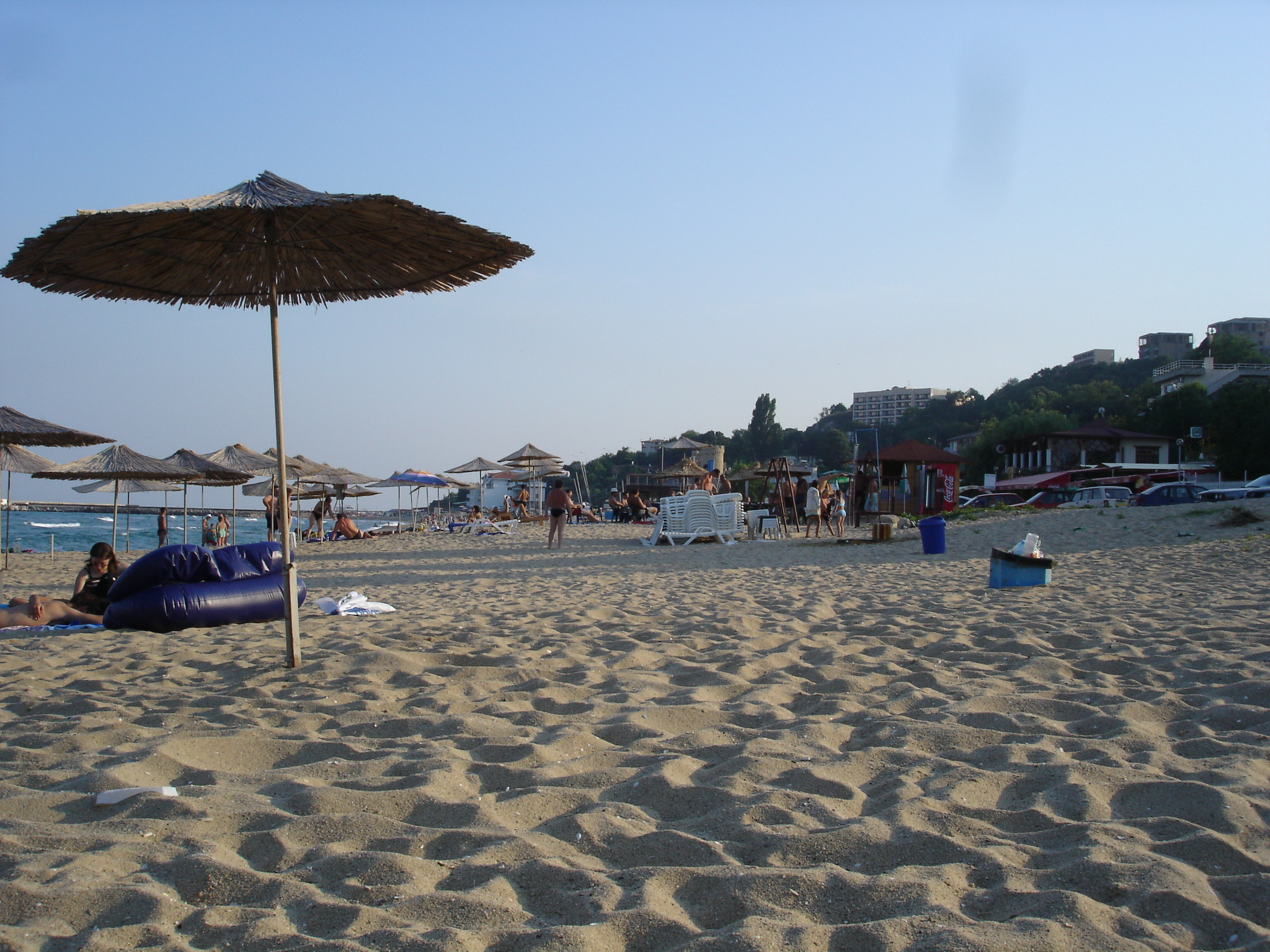
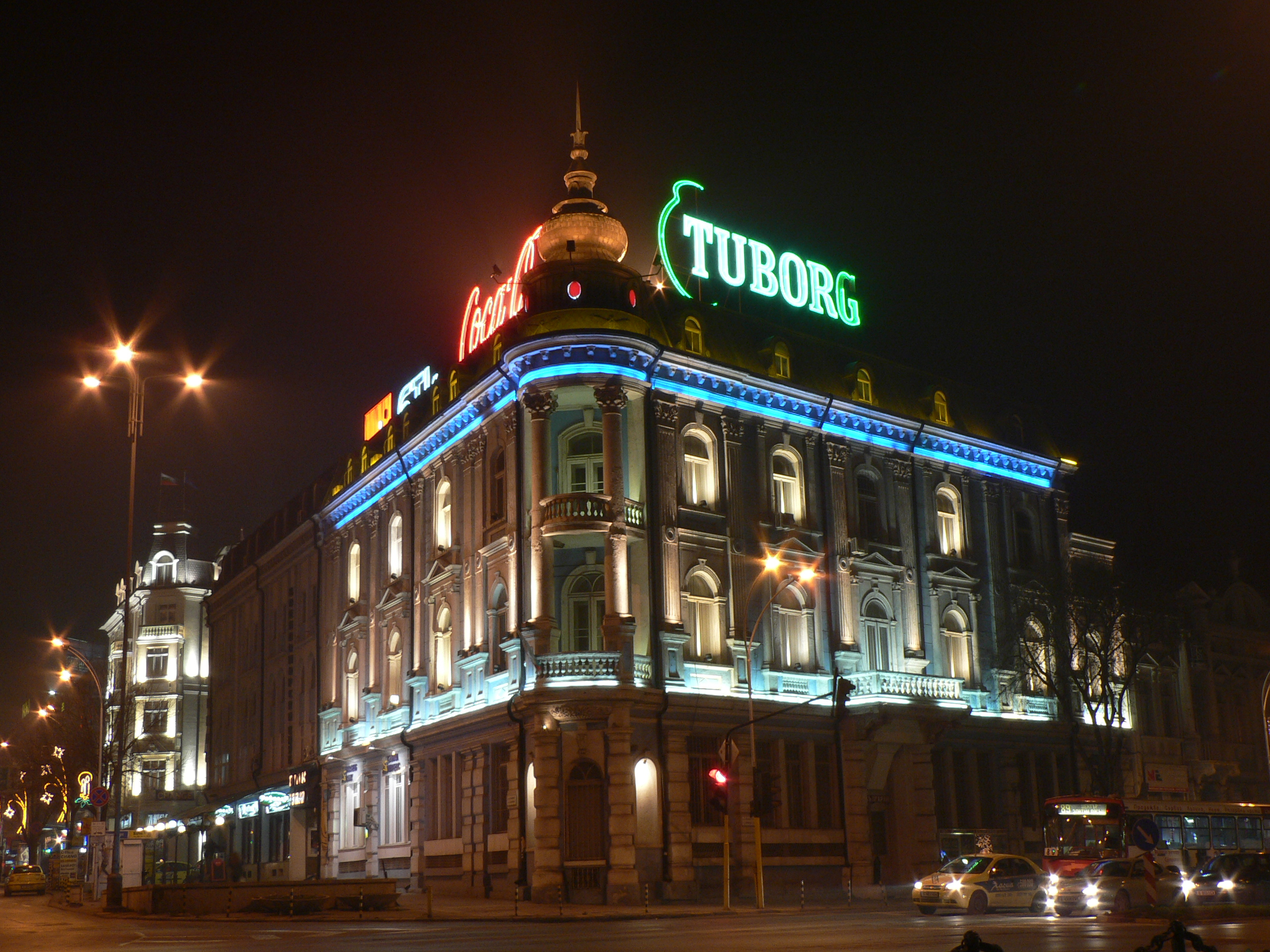
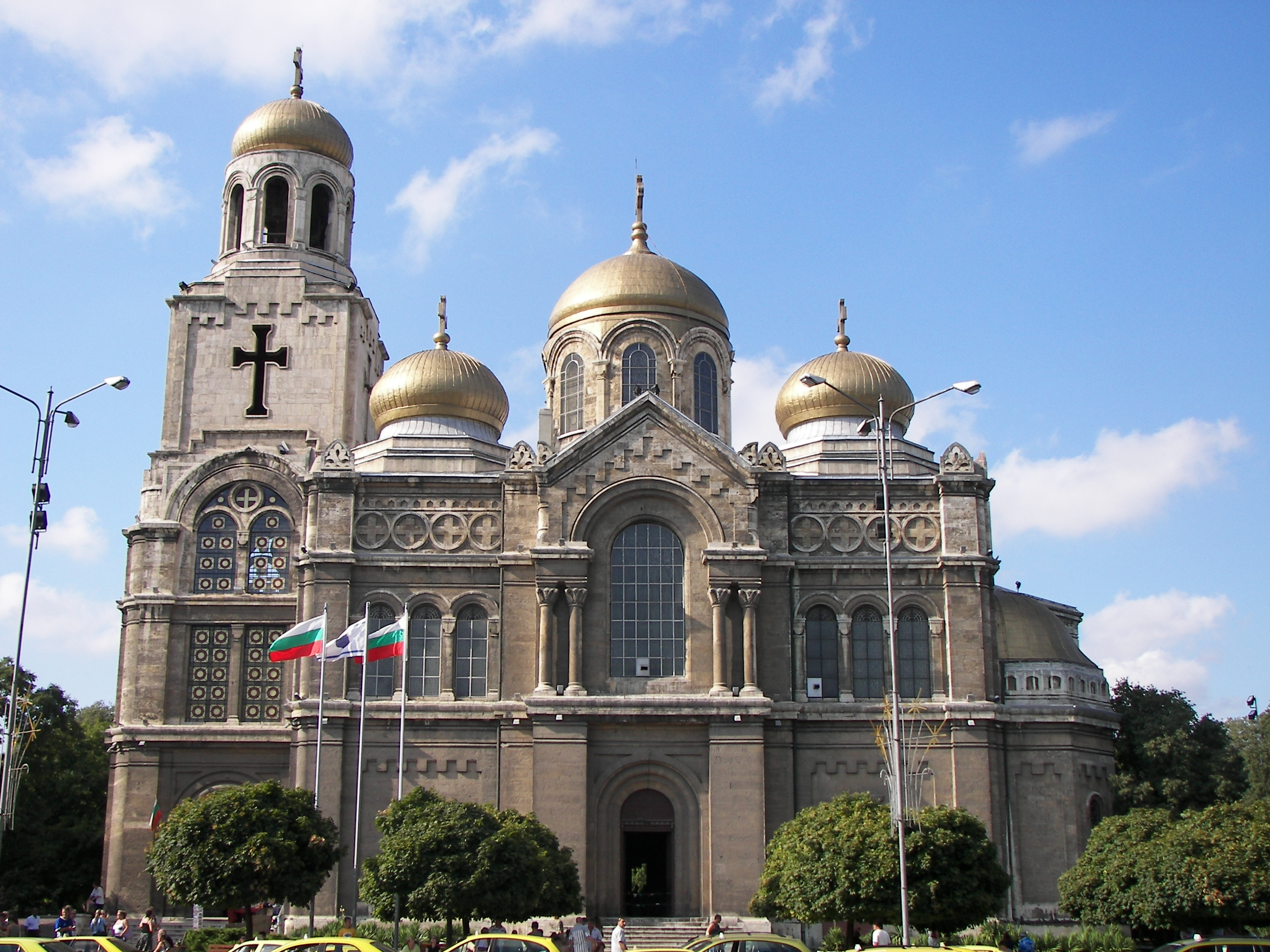
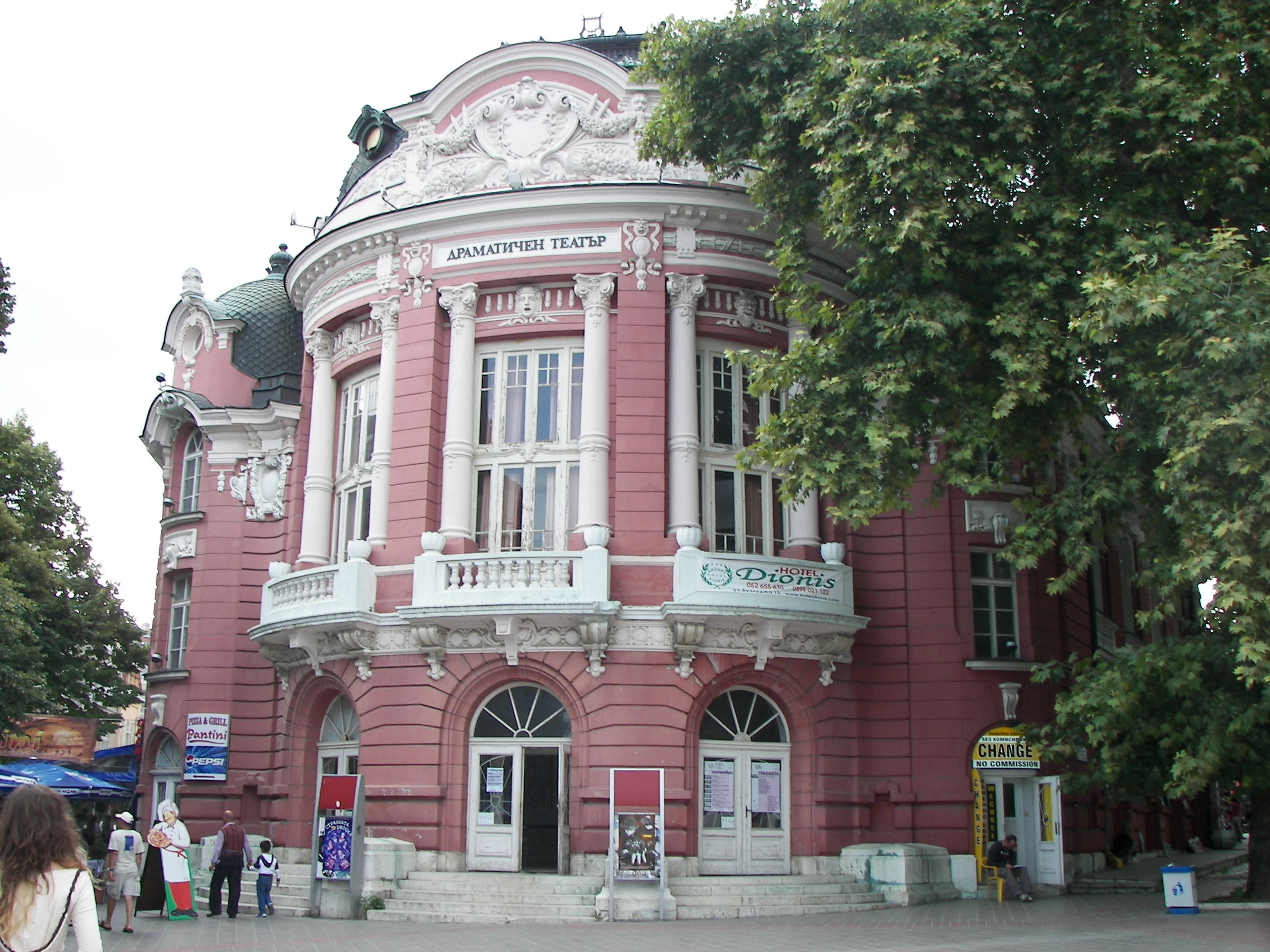
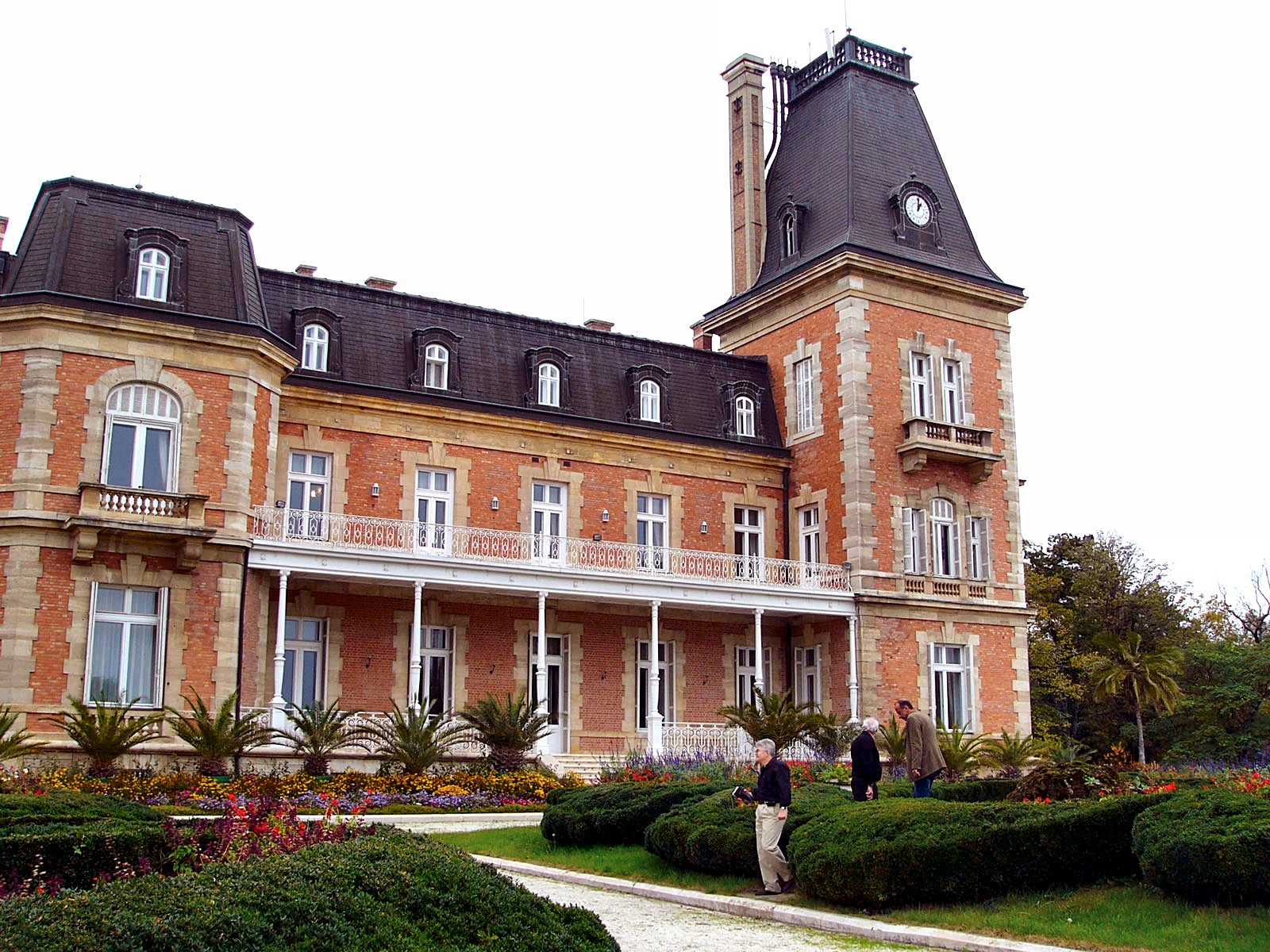
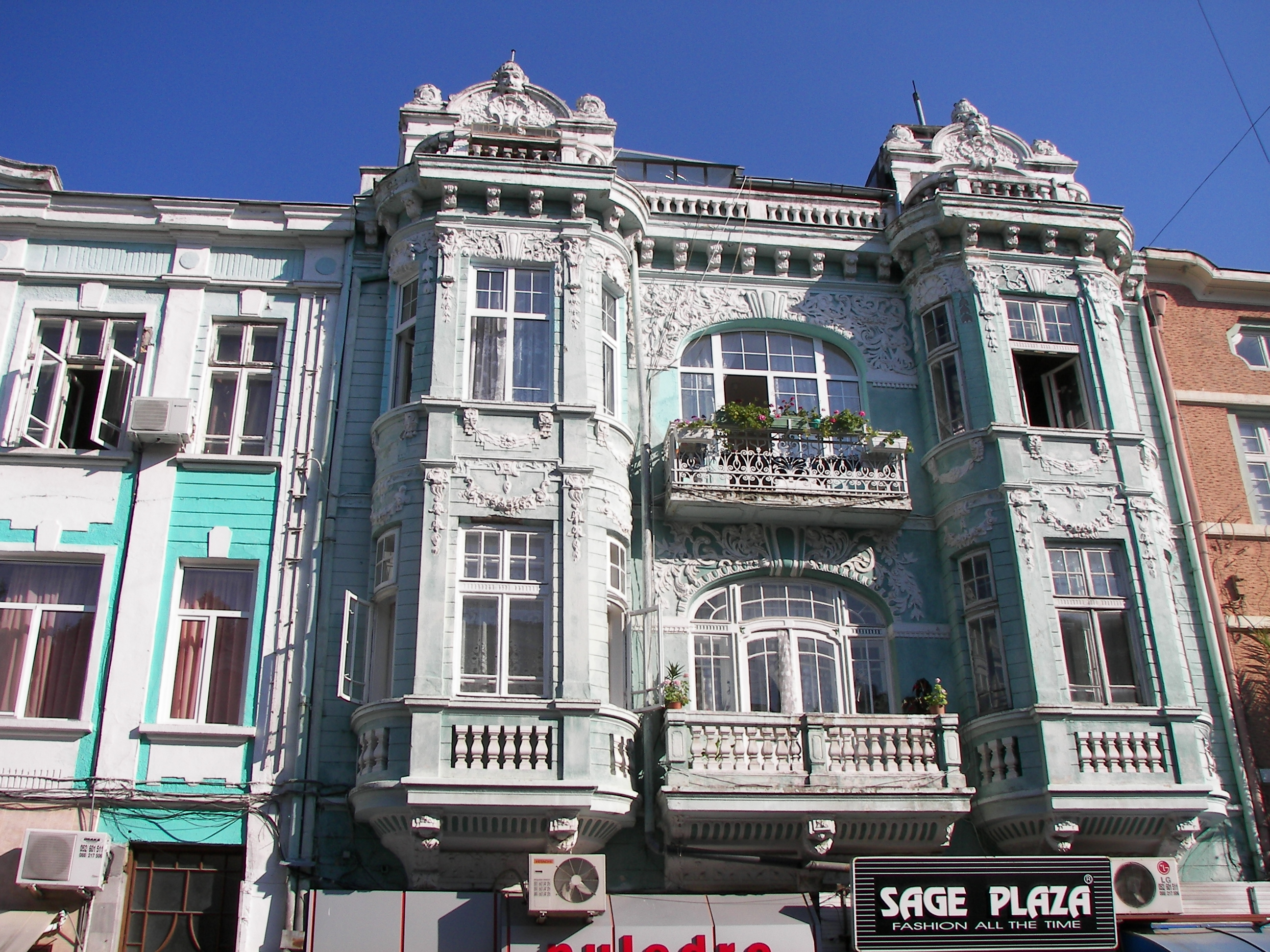
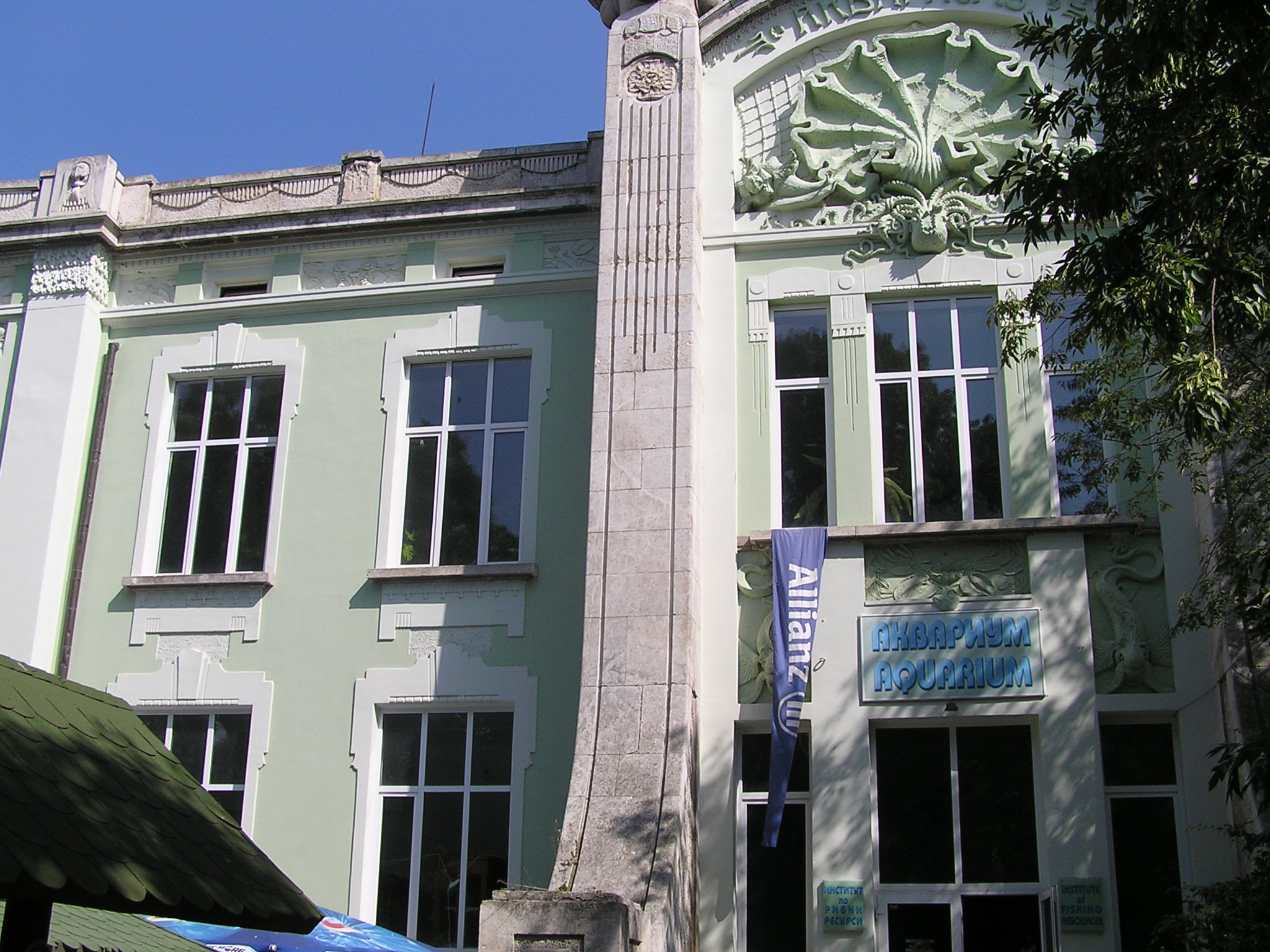
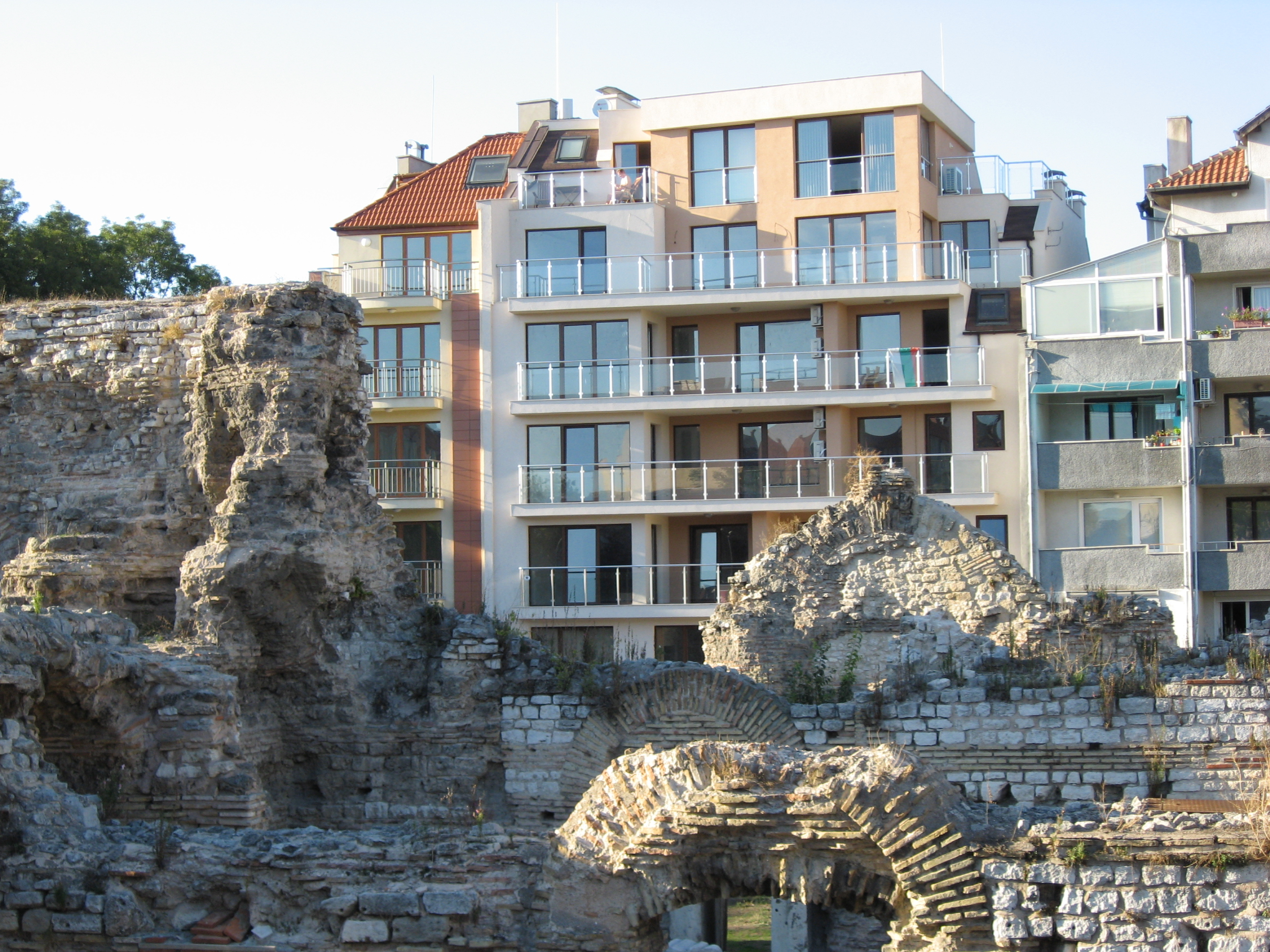
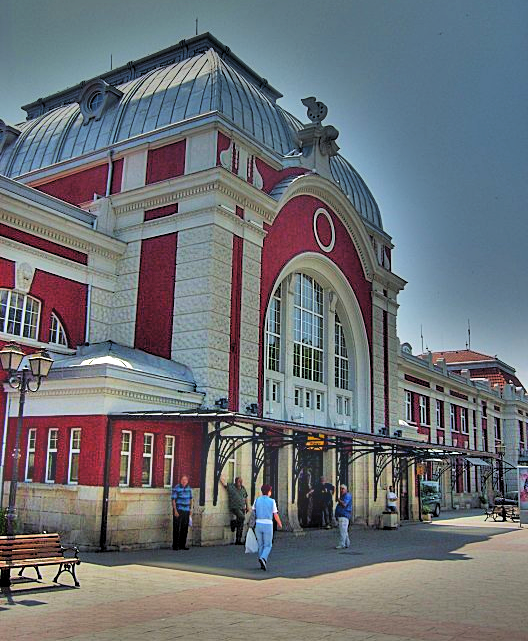
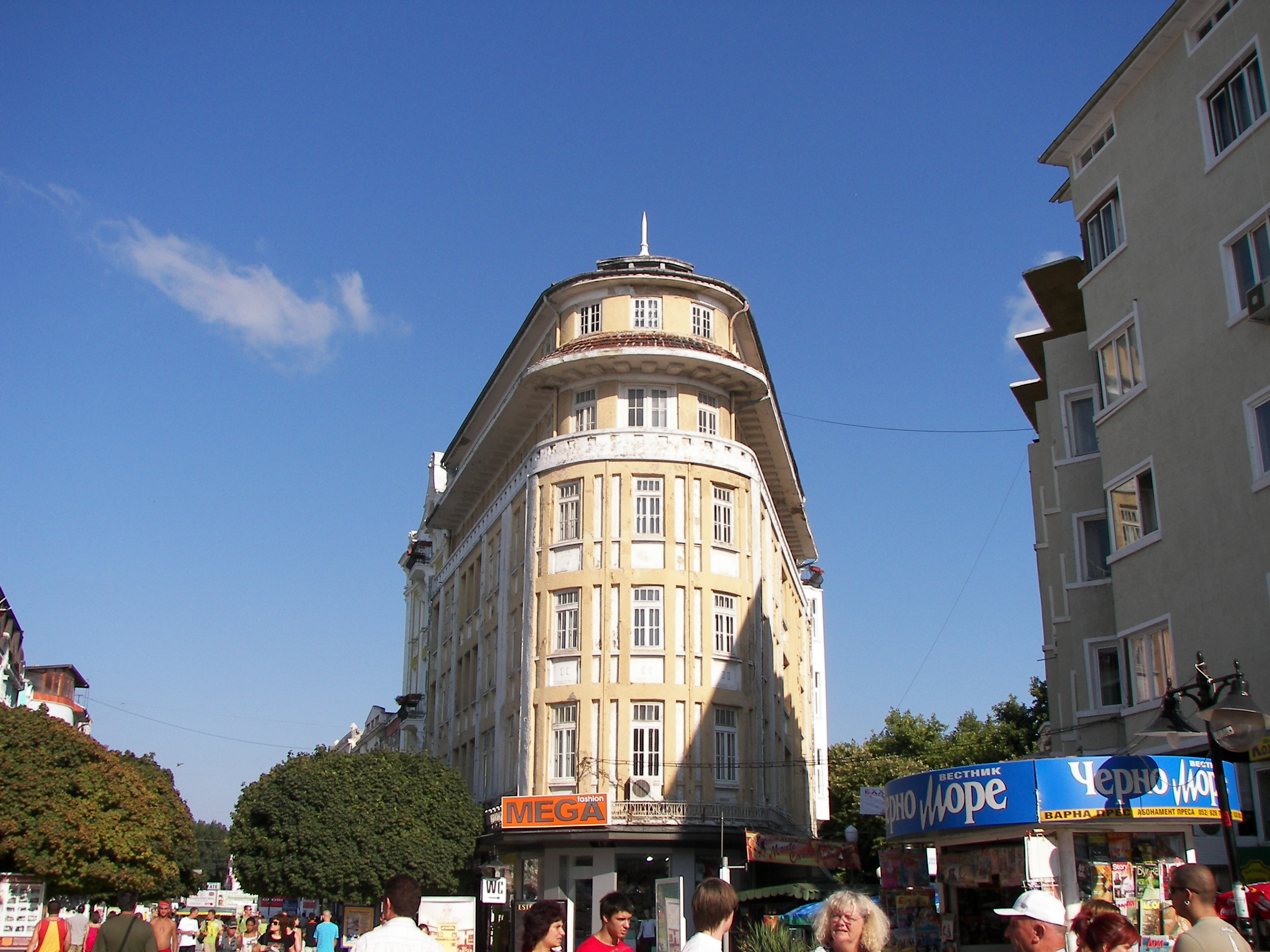
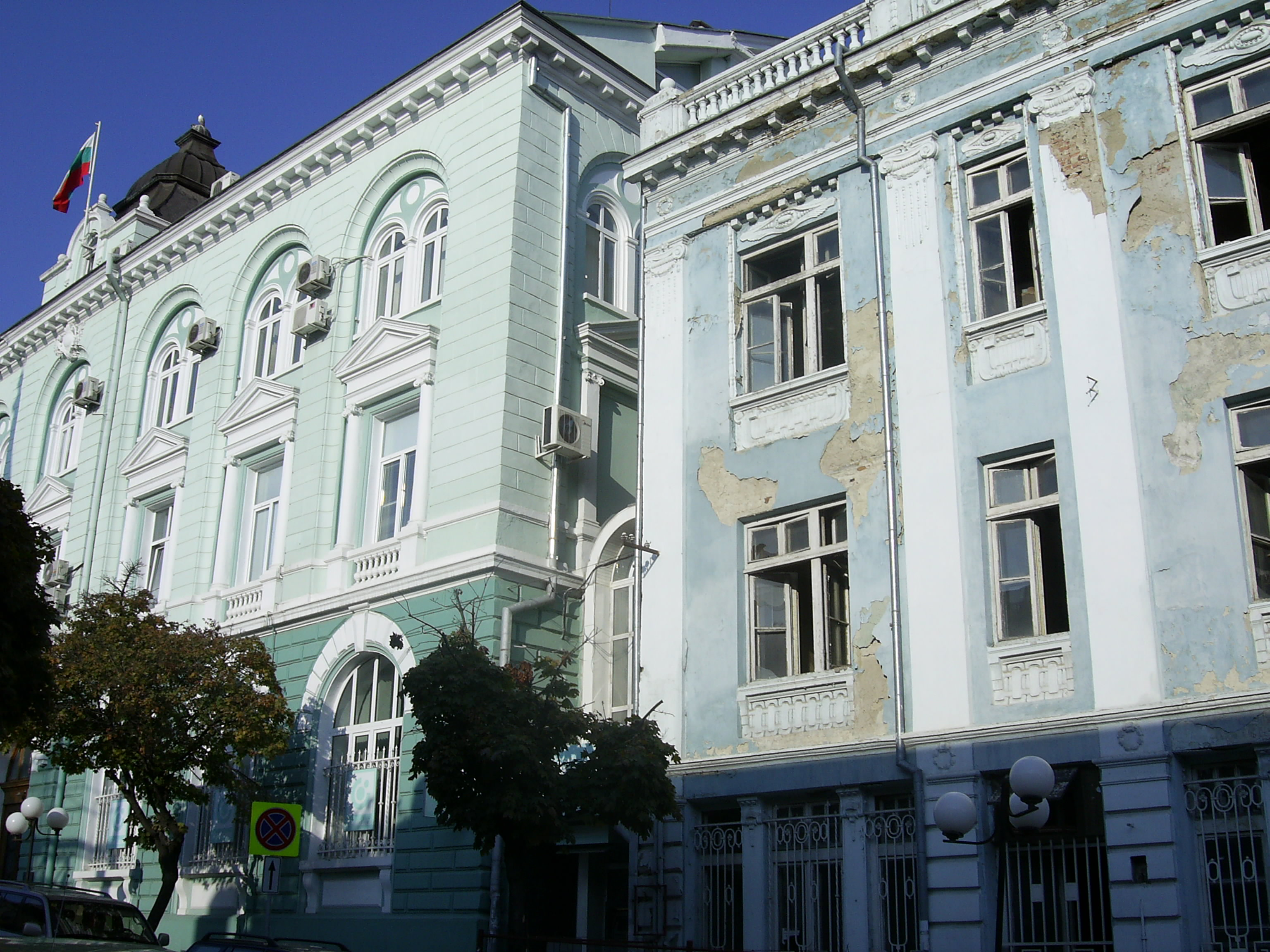
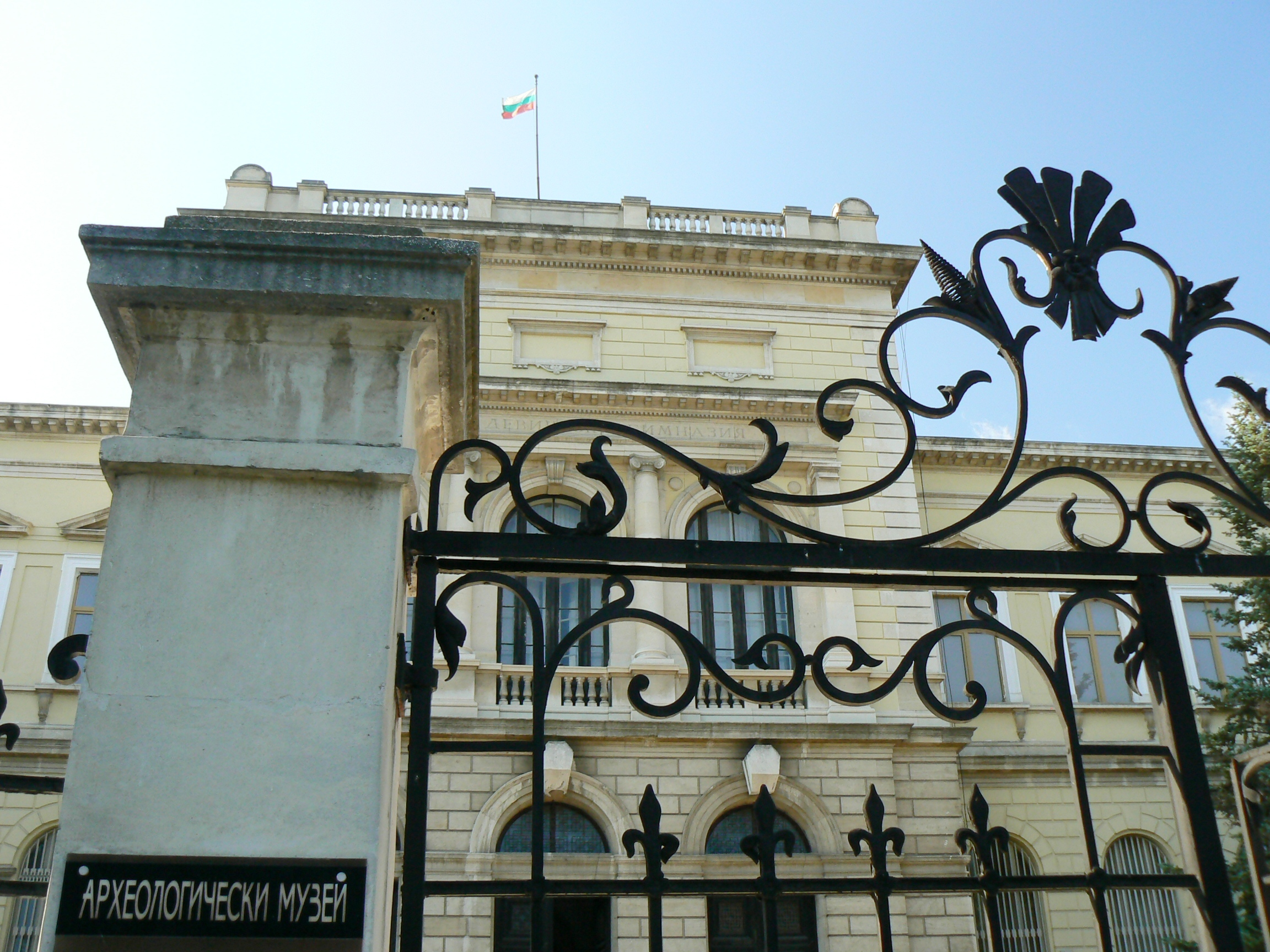
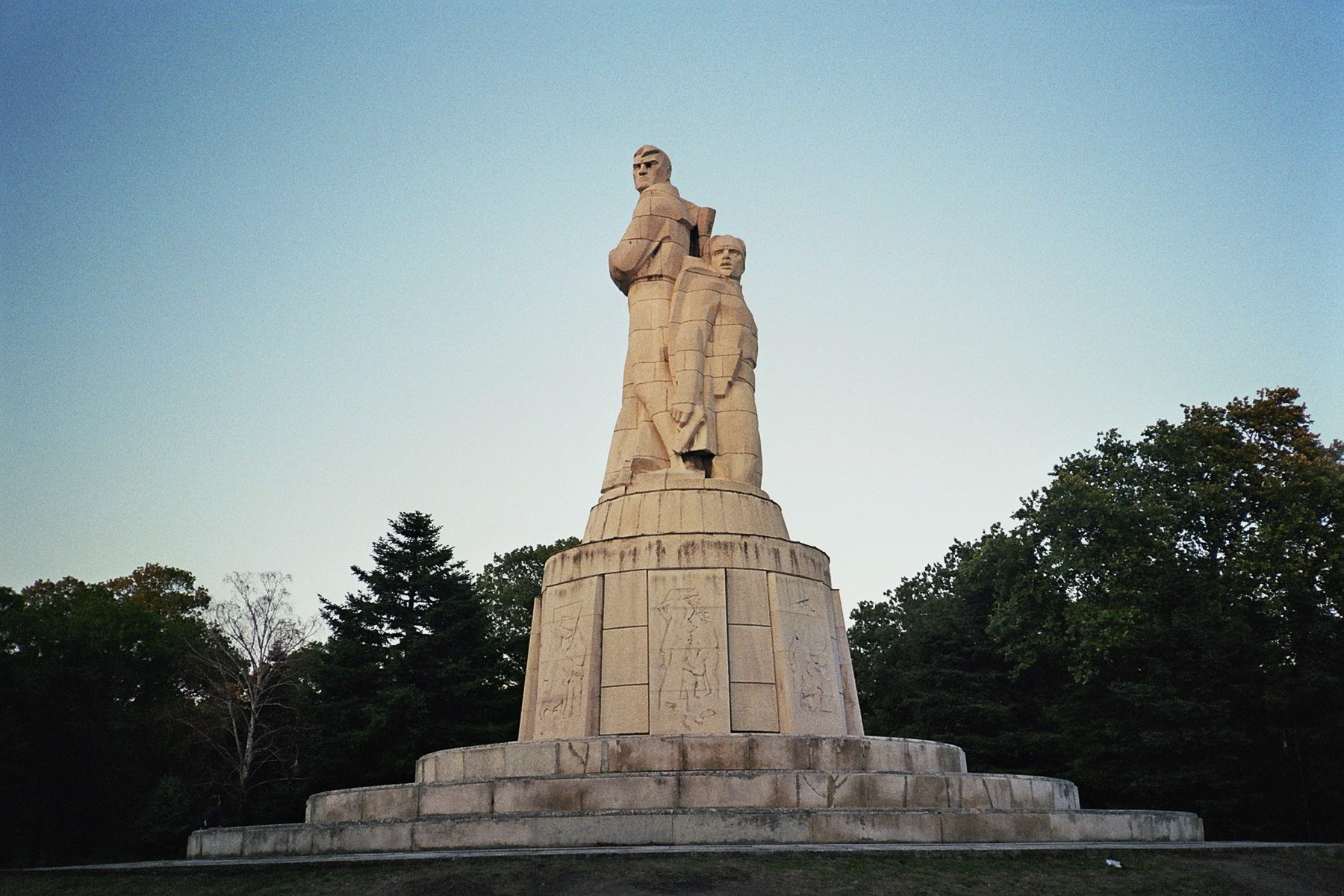
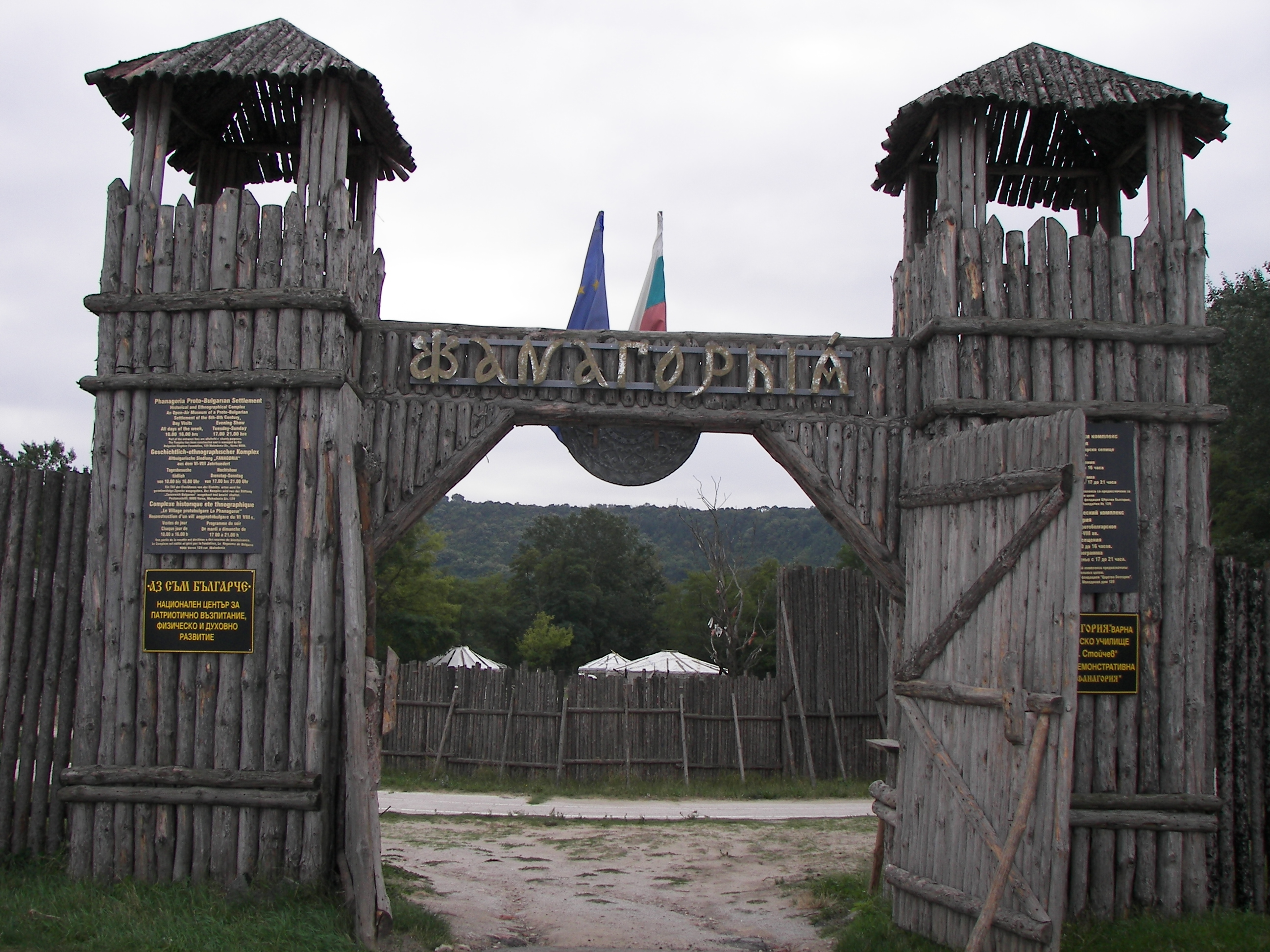
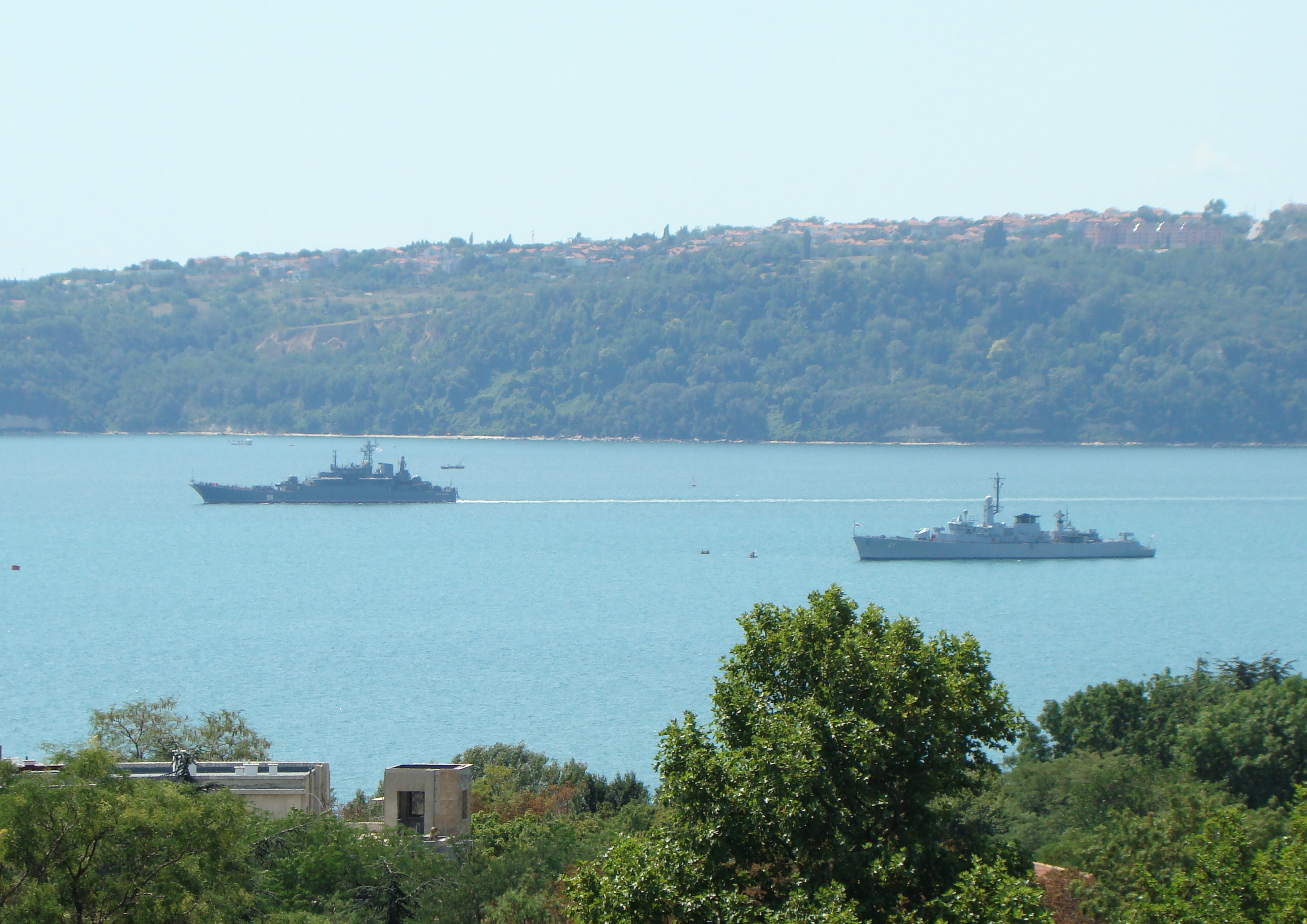